# Melodifestivalen 2024

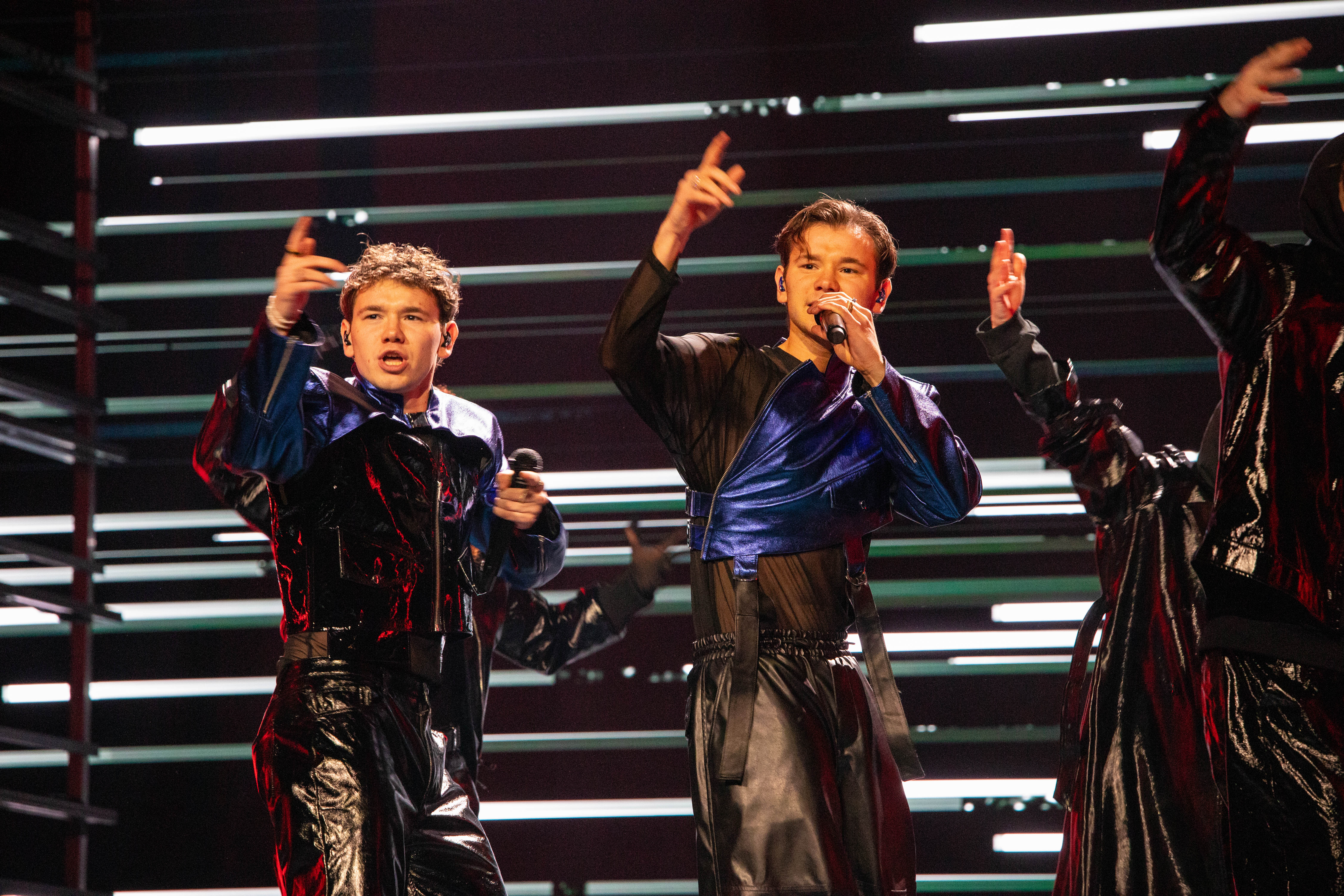
Marcus & Martinus vann Melodifestivalen 2024 med låten "Unforgettable". Deras låt blev därmed den sjunde låten någonsin att representera Sverige i Eurovision Song Contest på hemmaplan.

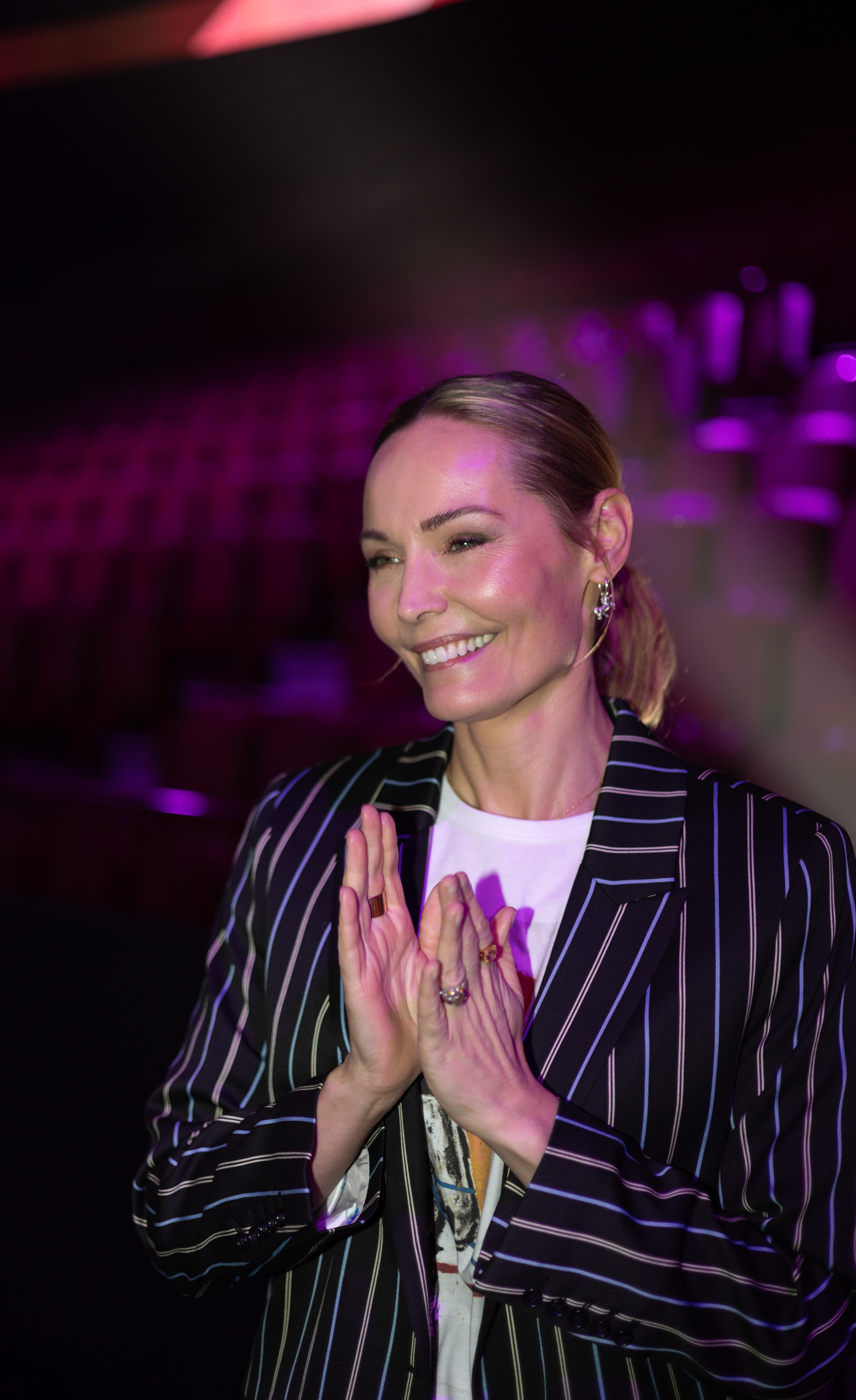
Carina Berg var programledare för Melodifestivalen 2024.

Melodifestivalen 2024 var den 64:e upplagan av Melodifestivalen tillika Sveriges uttagning till Eurovision Song Contest 2024. Uttagningen utgjordes av fem deltävlingar, där den femte även kombinerades med en semifinal där TV-tittarna röstade fram finalisterna.
Deltävlingarna hölls 3 februari till 2 mars i Malmö, Göteborg, Växjö, Eskilstuna och Karlstad. Finalen avgjordes den 9 mars i Stockholm där Marcus & Martinus vann med låten "Unforgettable", som representerade Sverige i Eurovision Song Contest 2024 i Malmö. På andra plats kom duon Medina med låten "Que Sera", följt av rockgruppen Smash Into Pieces med låten "Heroes Are Calling" på tredje plats.
Programledare för tävlingen var Carina Berg och till sin hjälp hade hon Björn Gustafsson som stod för komiska inslag. Tina Mehrafzoon och Ronny Larsson var livekommentatorer och agerade experter som analyserade startfälten.

## Tävlingsupplägget
Upplägget för uttagningen var att sammanlagt 30 bidrag fördelade på sex bidrag à fem deltävlingar tävlade om final- respektive semifinalplatser. I varje deltävling fick TV-tittarna genom omröstning bestämma två bidrag som de ville skicka vidare direkt till finalen och ytterligare två bidrag som de utsåg till semifinalister. I semifinalprogrammet fick tittarna sedan rösta fram två av de tio semifinalbidragen till finalister. När det sedan var dags att rösta fram en av de 12 finalbidragen till vinnare fick TV-tittarna dela makten med internationella jurygrupper.
Startfältet utsågs genom två kvoter: en där en tillsatt urvalsjury fick välja ut 15 bidrag bland låtar som skickas in via en öppen antagning och en där Sveriges Televisions Melodifestivalredaktion utsåg resterande 15 bidrag. Redaktionen gavs möjlighet att både välja låtar som juryn inte tog med i sin kvot men även genom att göra så kallade specialinbjudningar till olika låtskrivare och artister. Antagningen pågick mellan den 25 augusti och 15 september 2023 och startfältet presenterades senare samma år.

### Förändringar
I samband med att Sveriges Television presenterade tävlingsreglerna för uttagningen meddelades ett antal förändringar i tävlingsupplägget jämfört med tidigare år:
- Antalet uttagna tävlingsbidrag ökade till 30 bidrag. Det var den första ökningen som Sveriges Television gjort efter att de år 2015 sänkte antalet tävlingsbidrag från tidigare årligen 32 bidrag (mellan 2002 och 2014) till årligen 28 bidrag (mellan 2015 och 2023).
- En femte deltävling infördes, vilket var första gången sedan deltävlingsformatet infördes som Sveriges Television producerade fler än fyra deltävlingar i en upplaga.[a]
- Varje deltävling fick sex bidrag istället för tidigare sju (som varit standard sedan 2015).
- Semifinalprogrammet, där bidragen som hamnat på tredje och fjärde plats i deltävlingarna tävlade om de sista finalplatserna, förändrades också på flera punkter:
  - Sändningen skedde direkt efter att den femte deltävlingen avgjorts.
  - För första gången sedan 2006 gavs de tävlande artisterna i semifinalen inte möjlighet att göra om sina scenframträdanden utan endast bandade inslag visades.
  - Alla semifinalister tog med sig de röster de fått i deltävlingsprogrammen vilka sedan adderades med de röster som inkom i en ny omröstning i direktsändningen av själva semifinalen.
  - Endast två semifinalister, istället för tidigare fyra, röstades vidare till finalen.

## Deltävlingar och artister

### Deltävling 1

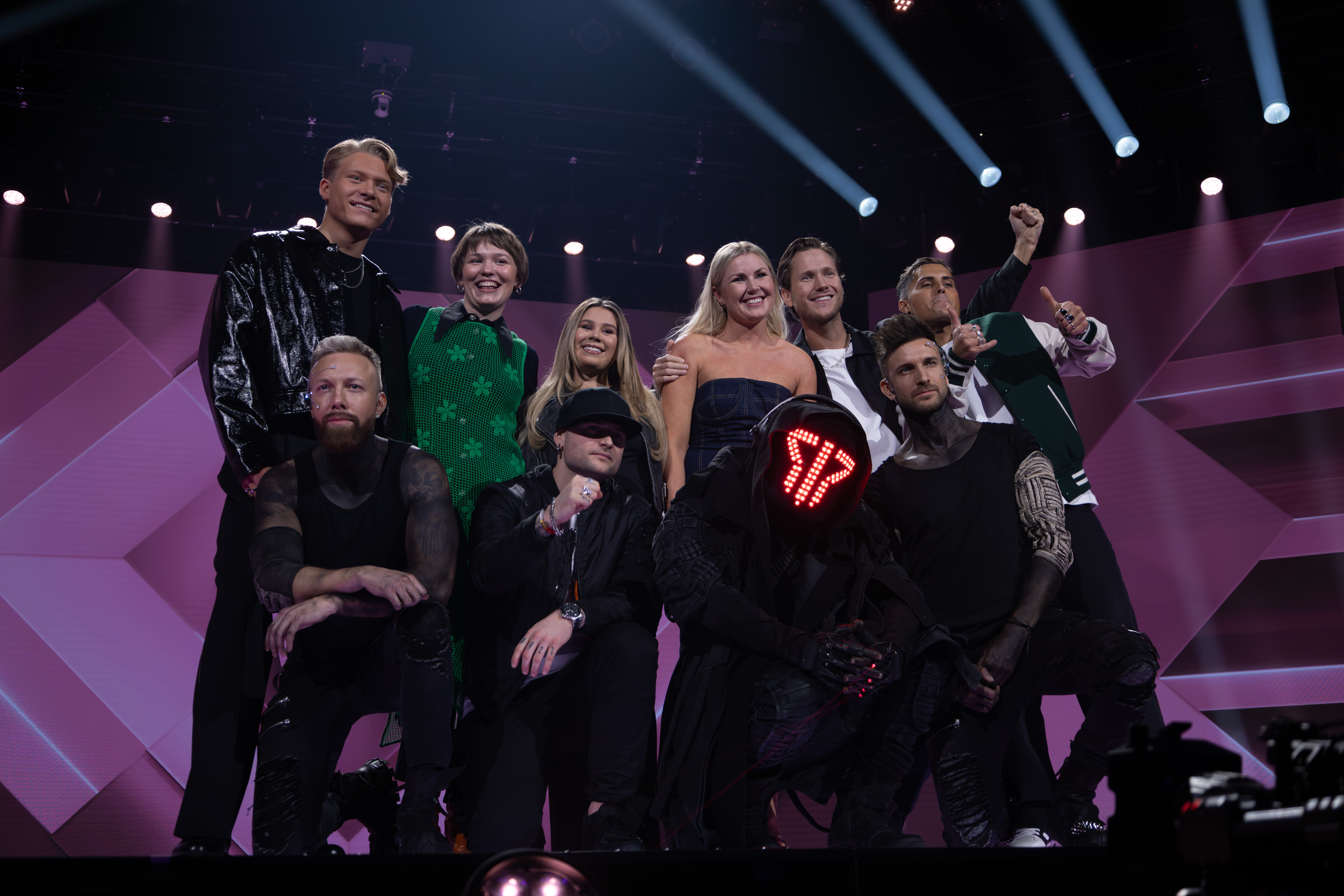
Deltagarna i deltävling 1.

Deltävlingen hölls i Malmö Arena i Malmö lördagen den 3 februari 2024. Nummerkreatörer och koreografer till bidragen var Keisha von Arnold, Lotta Furebäck, Sacha Jean-Baptiste och Jennie Widegren.

#### Startfält
| Nr | Artist            | Bidrag                | Text och musik |
| -- | ----------------- | --------------------- | --- |
| 1  | Adam Woods        | "Supernatural"        | Adam Woods, Calle Hellberg, Jonna Hall, William Segerdahl                                                           |
| 2  | Samir & Viktor    | "Hela världen väntar" | David Kreuger, Fredrik Kempe, Niklas Carson Mattsson                                                                |
| 3  | Melina Borglowe   | "Min melodi"          | Melina Borglowe, Andreas Mattsson, Thomas G:son                                                                     |
| 4  | Elisa Lindström   | "Forever Yours"       | Elisa Lindström, Erik Bernholm, Henric Axelsson, Henrik Sethsson, Thomas G:son                                      |
| 5  | Lisa Ajax         | "Awful Liar"          | David Lindgren Zacharias, Sebastian Atas, Victor Crone, Victor Sjöström                                             |
| 6  | Smash Into Pieces | "Heroes Are Calling"  | Andreas Lindbergh, Benjamin Jennebo, Chris Adam Hedman Sörbye, Jimmy Thörnfeldt, Joy Deb, Linnea Deb, Per Bergquist |

Galleri från deltävling 1
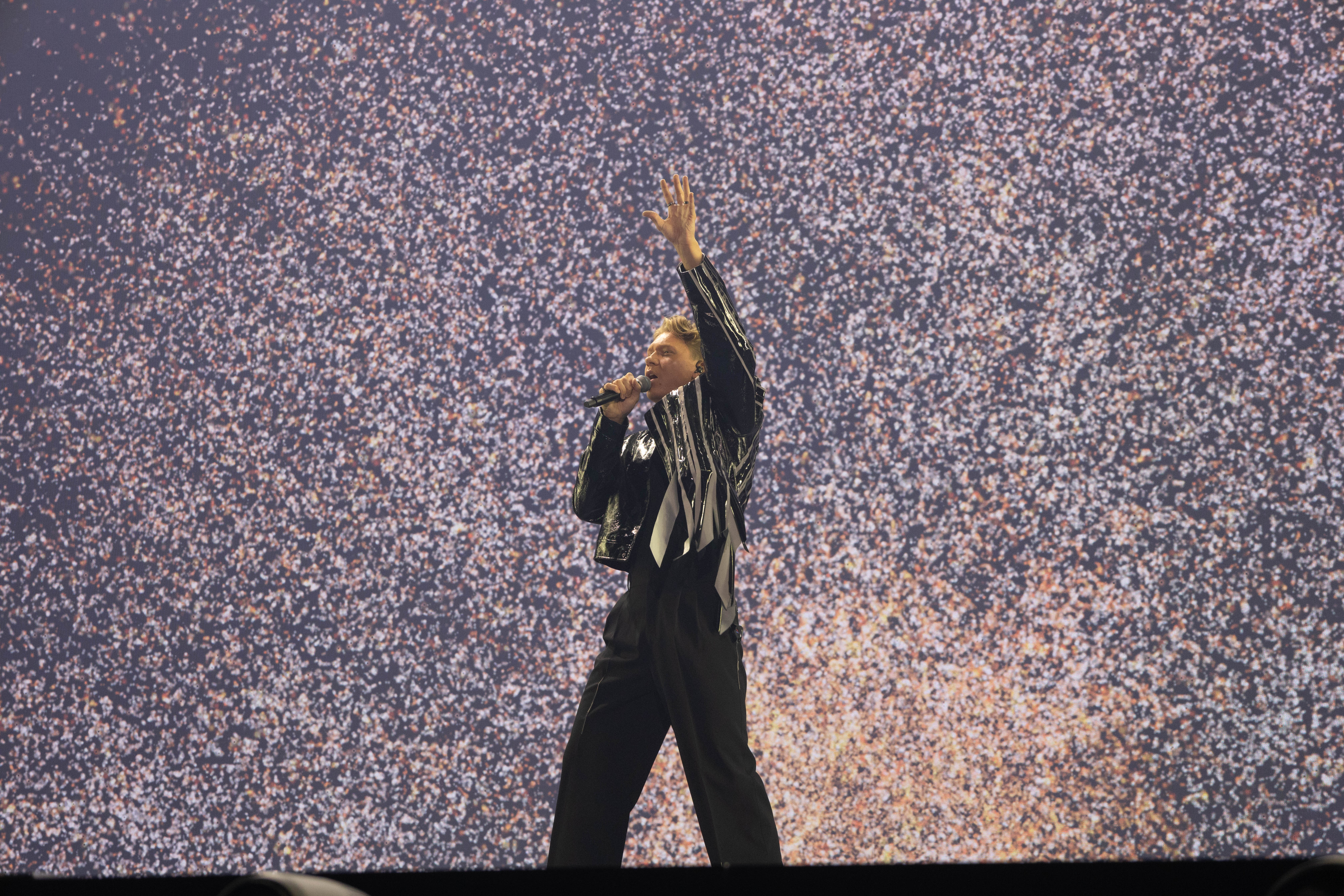
1. Adam Woods
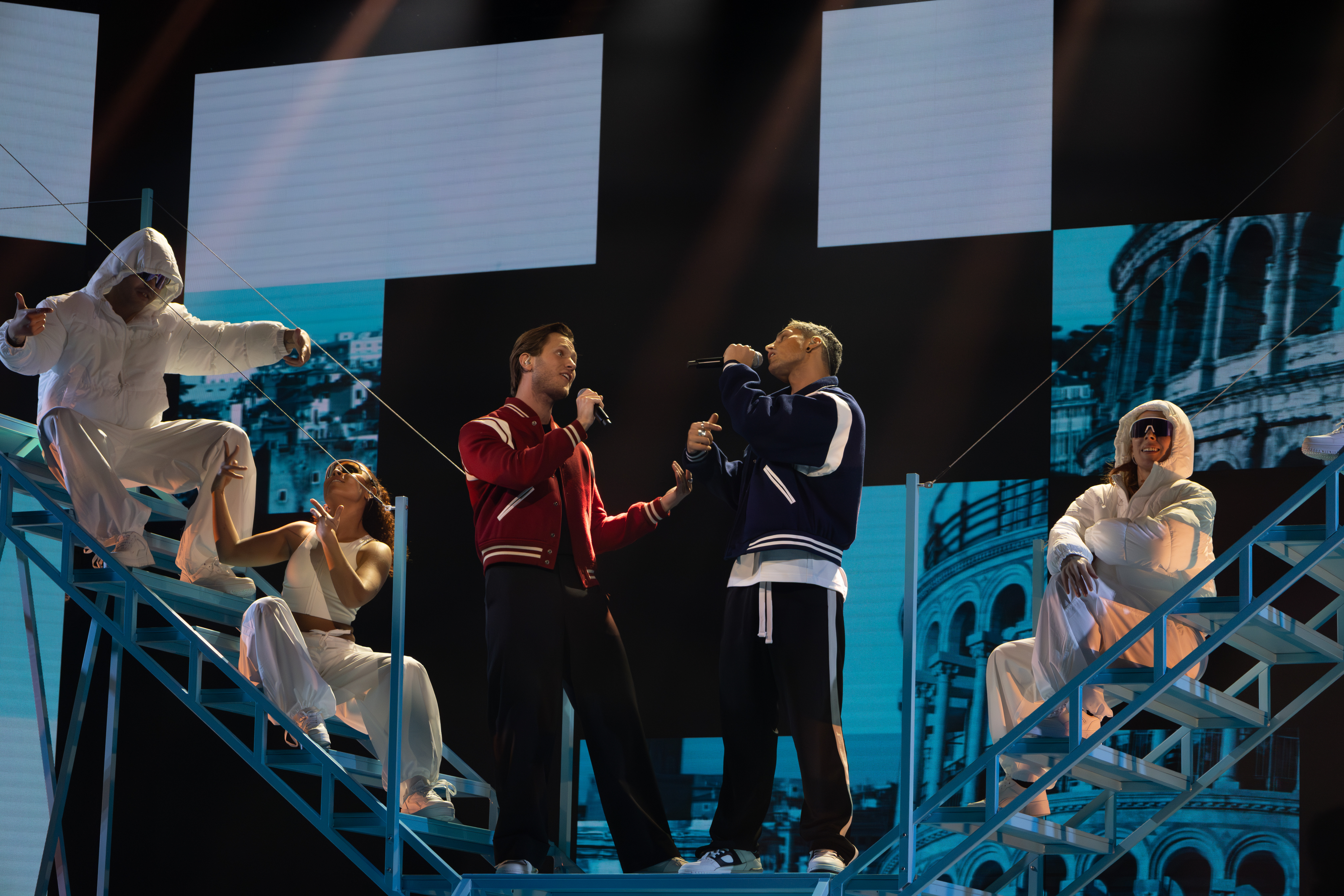
2. Samir & Viktor
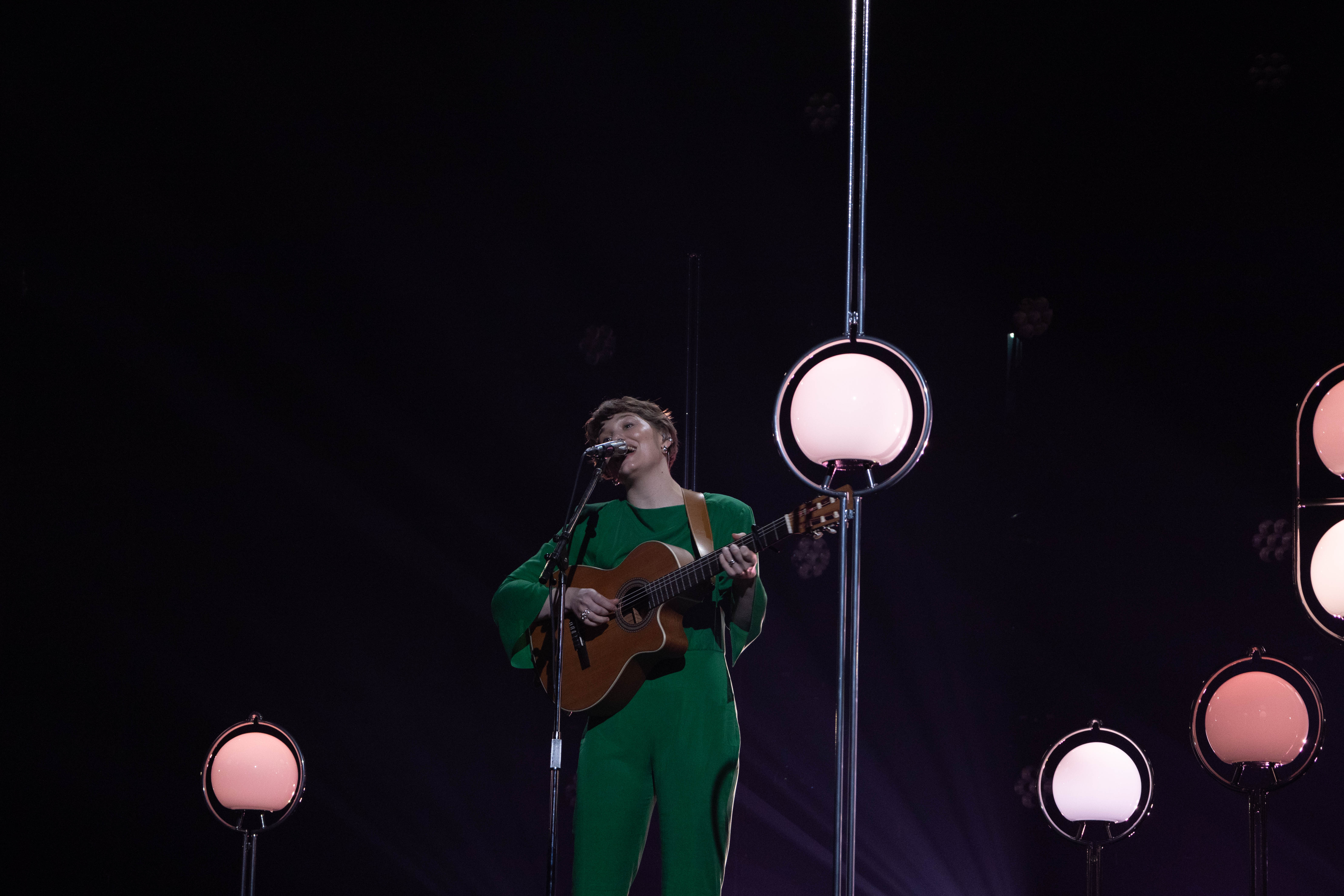
3. Melina Borglowe
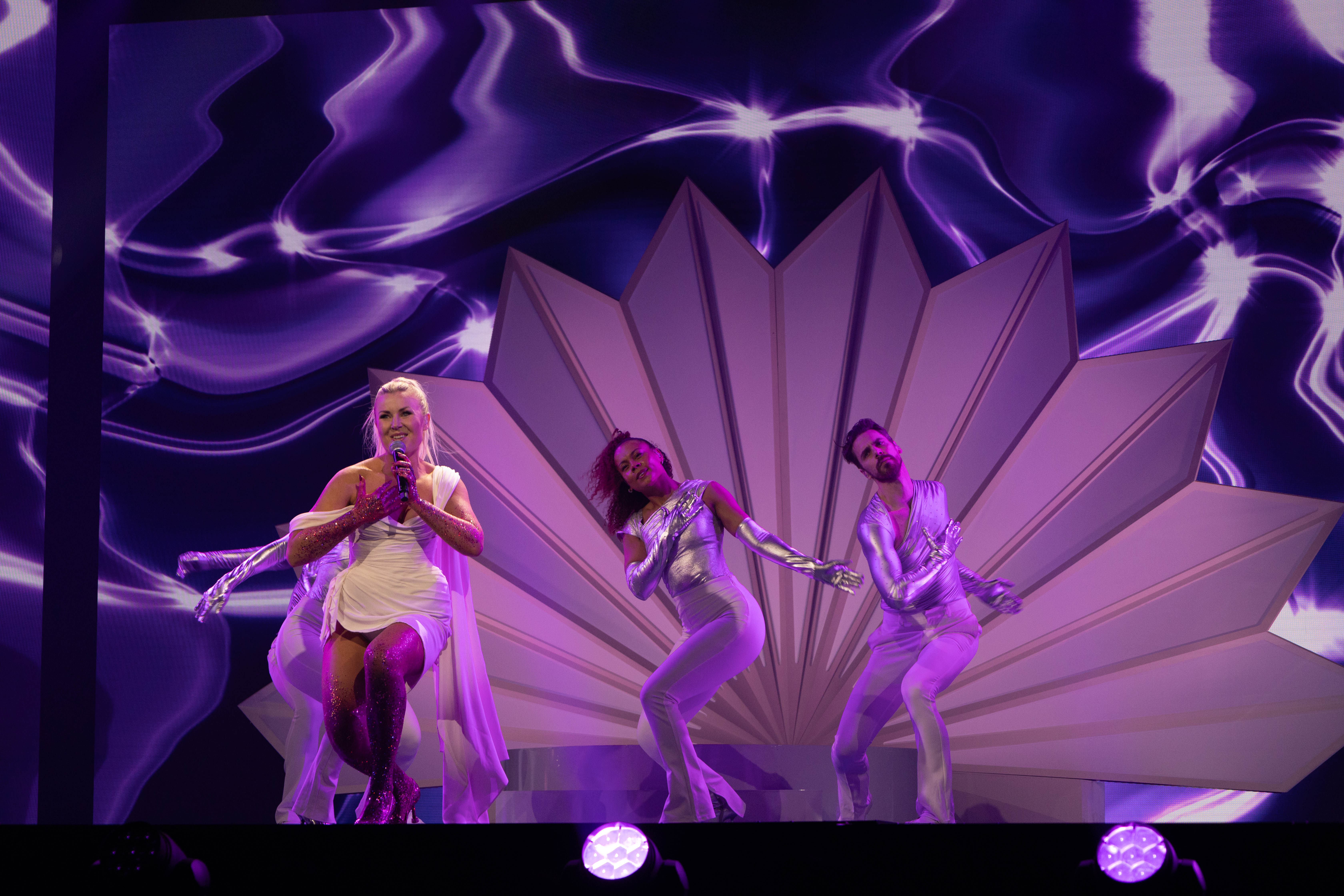
4. Elisa Lindström
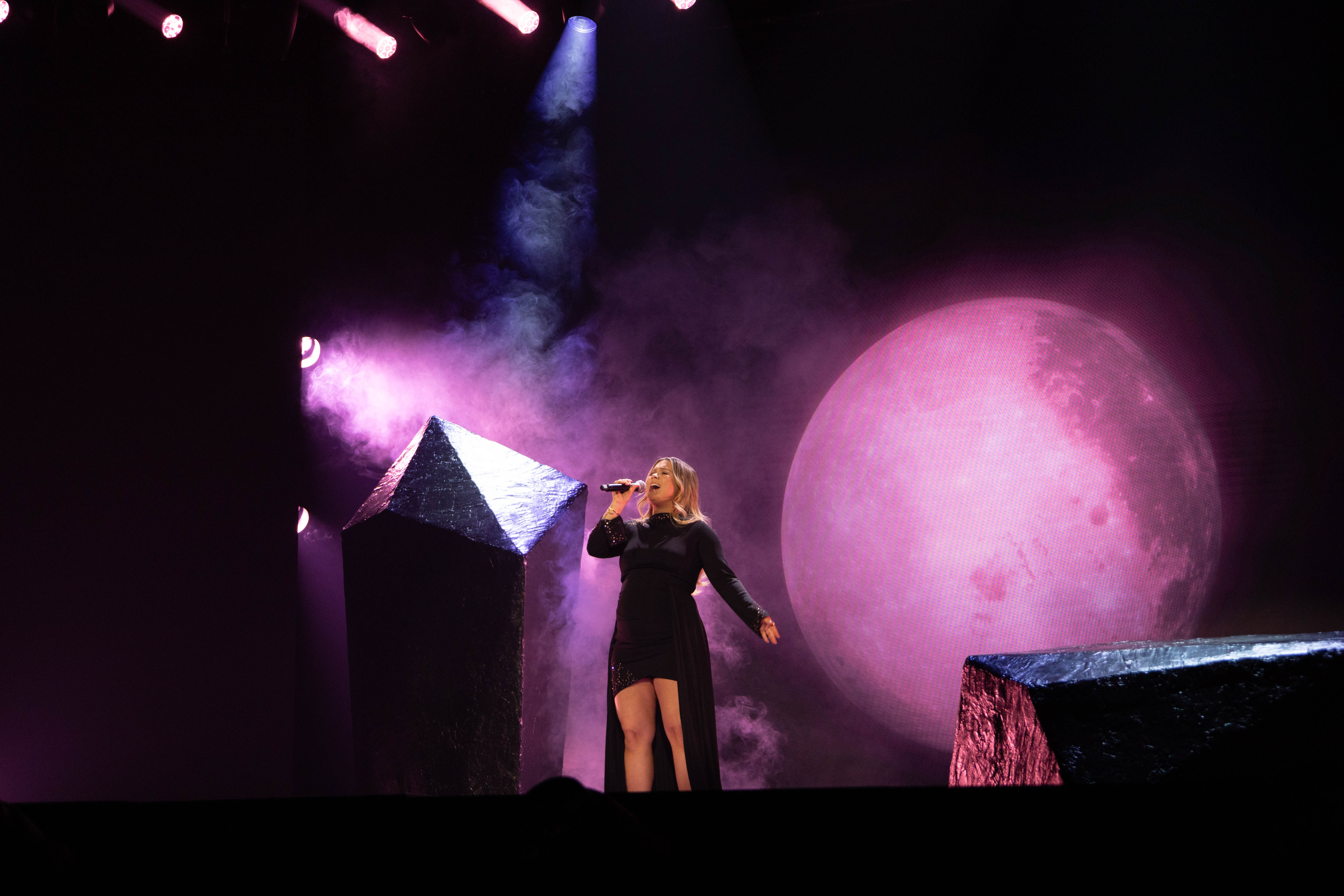
5. Lisa Ajax
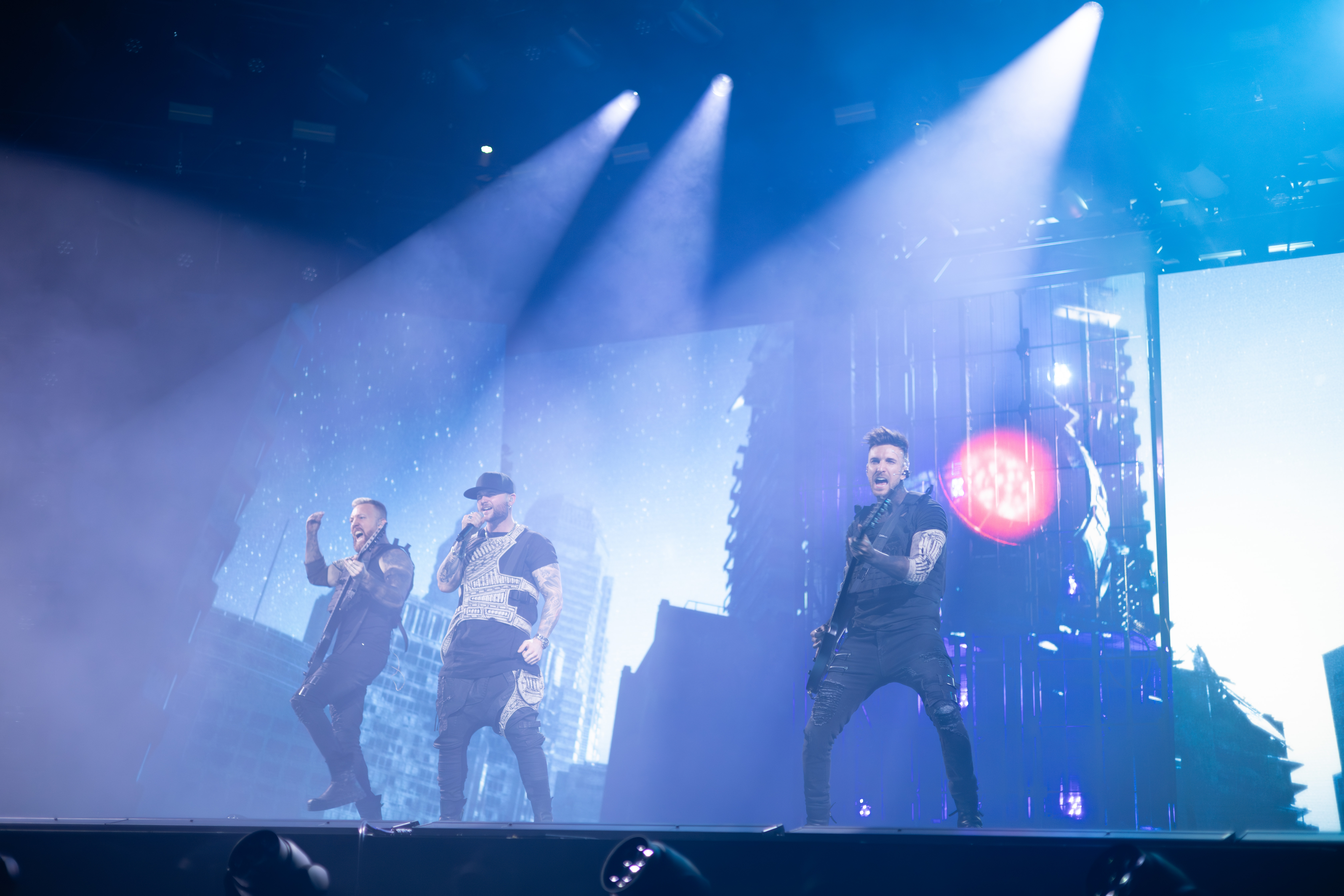
6. Smash into Pieces

#### Resultat
| Nr | Bidrag                | Omgång 1  | Omgång 2                                                 | Omgång 2                                                 | Omgång 2                                                 | Omgång 2                                                 | Omgång 2                                                 | Omgång 2                                                 | Omgång 2                                                 | Omgång 2                                                 | Omgång 2                                                 | Omgång 2                                                 | Plac. | Anmärkning |
| Nr | Bidrag                | Röster    | Röster                                                   | 3-9                                                      | 10-15                                                    | 16-29                                                    | 30-44                                                    | 45-59                                                    | 60-74                                                    | 75+                                                      | Tel.                                                     | Poäng                                                    | Plac. | Anmärkning |
| -- | --------------------- | --------- | -------------------------------------------------------- | -------------------------------------------------------- | -------------------------------------------------------- | -------------------------------------------------------- | -------------------------------------------------------- | -------------------------------------------------------- | -------------------------------------------------------- | -------------------------------------------------------- | -------------------------------------------------------- | -------------------------------------------------------- | ----- | ---------- |
| 1  | "Supernatural"        | 897 010   | 1 376 246                                                | 12                                                       | 10                                                       | 10                                                       | 10                                                       | 8                                                        | 8                                                        | 5                                                        | 3                                                        | 66                                                       | 4     | Kval       |
| 2  | "Hela världen väntar" | 805 045   | 1 206 170                                                | 10                                                       | 8                                                        | 8                                                        | 5                                                        | 5                                                        | 5                                                        | 8                                                        | 8                                                        | 57                                                       | 5     | Utröstad   |
| 3  | "Min melodi"          | 441 839   | 611 516                                                  | 3                                                        | 3                                                        | 3                                                        | 3                                                        | 3                                                        | 3                                                        | 3                                                        | 5                                                        | 26                                                       | 6     | Utröstad   |
| 4  | "Forever Yours"       | 757 042   | 1 099 463                                                | 5                                                        | 5                                                        | 5                                                        | 8                                                        | 10                                                       | 12                                                       | 12                                                       | 12                                                       | 69                                                       | 3     | Kval       |
| 5  | "Awful Liar"          | 1 146 470 | 1 756 917                                                | 8                                                        | 12                                                       | 12                                                       | 12                                                       | 12                                                       | 10                                                       | 10                                                       | 10                                                       | 86                                                       | 2     | Till final |
| 6  | "Heroes Are Calling"  | 1 287 107 | Melodin vann omgång 1 och tävlade därmed inte i omgång 2 | Melodin vann omgång 1 och tävlade därmed inte i omgång 2 | Melodin vann omgång 1 och tävlade därmed inte i omgång 2 | Melodin vann omgång 1 och tävlade därmed inte i omgång 2 | Melodin vann omgång 1 och tävlade därmed inte i omgång 2 | Melodin vann omgång 1 och tävlade därmed inte i omgång 2 | Melodin vann omgång 1 och tävlade därmed inte i omgång 2 | Melodin vann omgång 1 och tävlade därmed inte i omgång 2 | Melodin vann omgång 1 och tävlade därmed inte i omgång 2 | Melodin vann omgång 1 och tävlade därmed inte i omgång 2 | 1     | Till final |

#### Siffror
- Antal TV-tittare: 2 900 000[7]
- SVT Play-tittare: 381 130[7]
  - Varav antal röstande: 460 794
- Antal tittarröster: 7 337 419 röster
- Summa pengar insamlad till Radiohjälpen: 230 707 kronor

### Deltävling 2

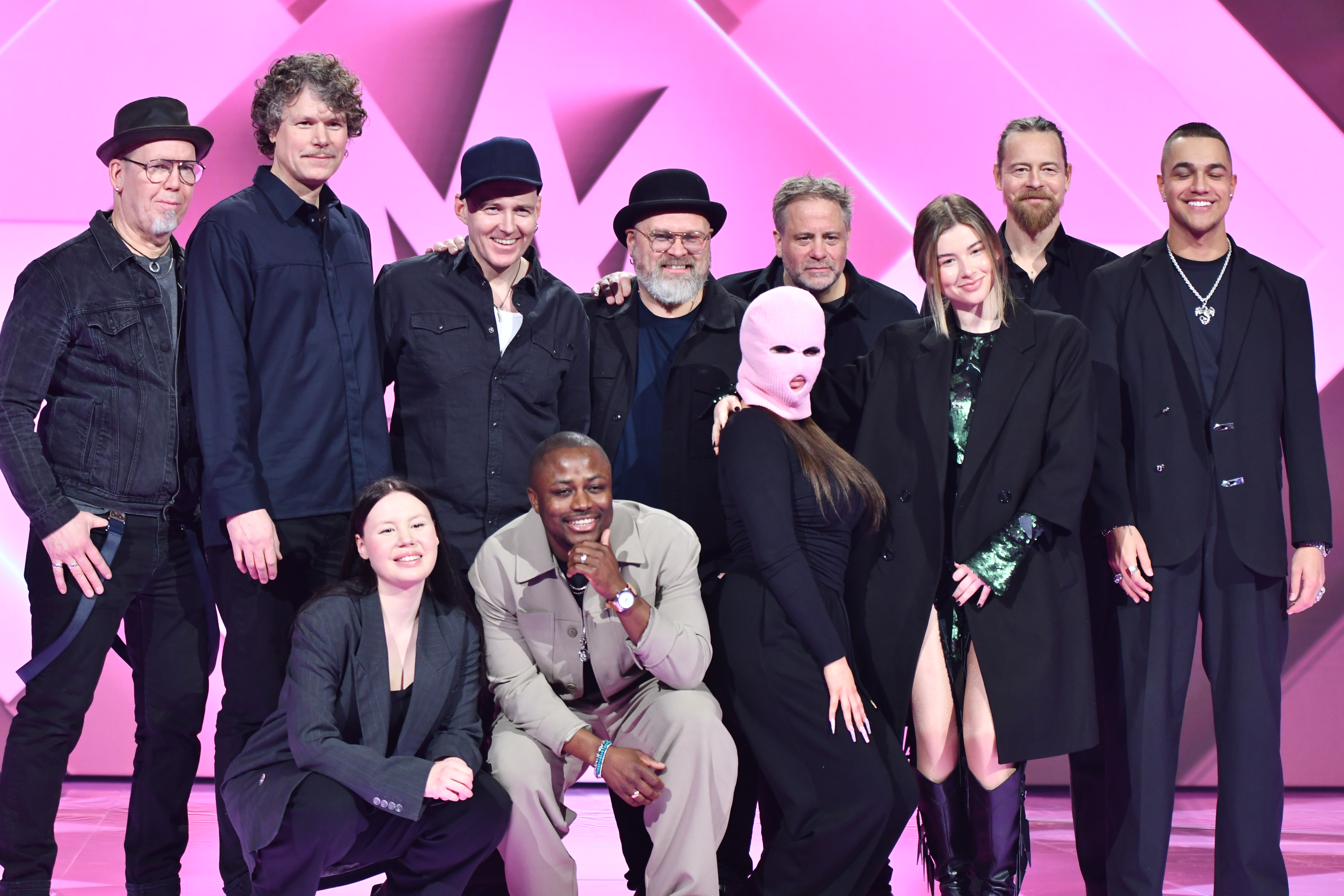
Deltagarna i deltävling 2.

Deltävlingen hölls i Scandinavium i Göteborg lördagen den 10 februari 2024. Nummerkreatörer och koreografer till bidragen är Keisha von Arnold, Lotta Furebäck, Sacha Jean-Baptiste och Jennie Widegren.

#### Startfält
| Nr | Artist         | Bidrag                  | Text och musik                                                                            |
| -- | -------------- | ----------------------- | ----------------------------------------------------------------------------------------- |
| 1  | Maria Sur      | "When I'm Gone"         | Anderz Wrethov, Jimmy Thörnfeldt, Julie Aagaard, Maria Sur                                |
| 2  | Engmans Kapell | "Norrland"              | Larry Forsberg, Lennart Wastesson, Sven-Inge Sjöberg                                      |
| 3  | Dear Sara      | "The Silence After You" | Benjamin Rosenbohm, Jonas Thander, Marcus Winther-John, Sara Nutti                        |
| 4  | C-Joe          | "Ahumma"                | Charles Koroma, Diana Kambugu, Michael Didriksson, Palle Hammarlund, Tony Malm, Twice Ice |
| 5  | Liamoo         | "Dragon"                | Anderz Wrethov, Jimmy Thörnfeldt, Julie Aagaard, Liam Pablito Cacatian Thomassen          |
| 6  | Fröken Snusk   | "Unga & fria"           | Fröken Snusk, Sara Ryan                                                                   |

Galleri från deltävling 2
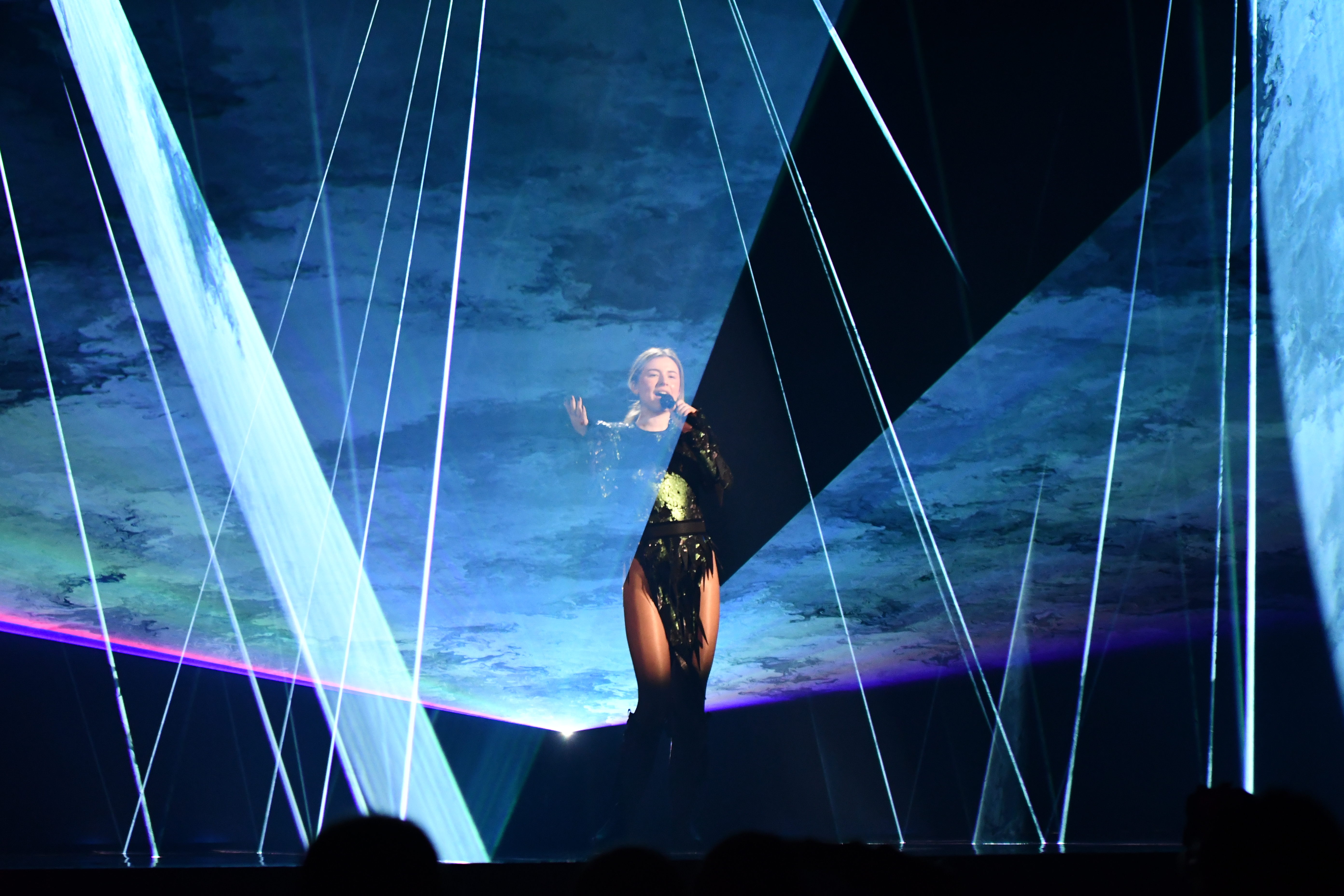
1. Maria Sur
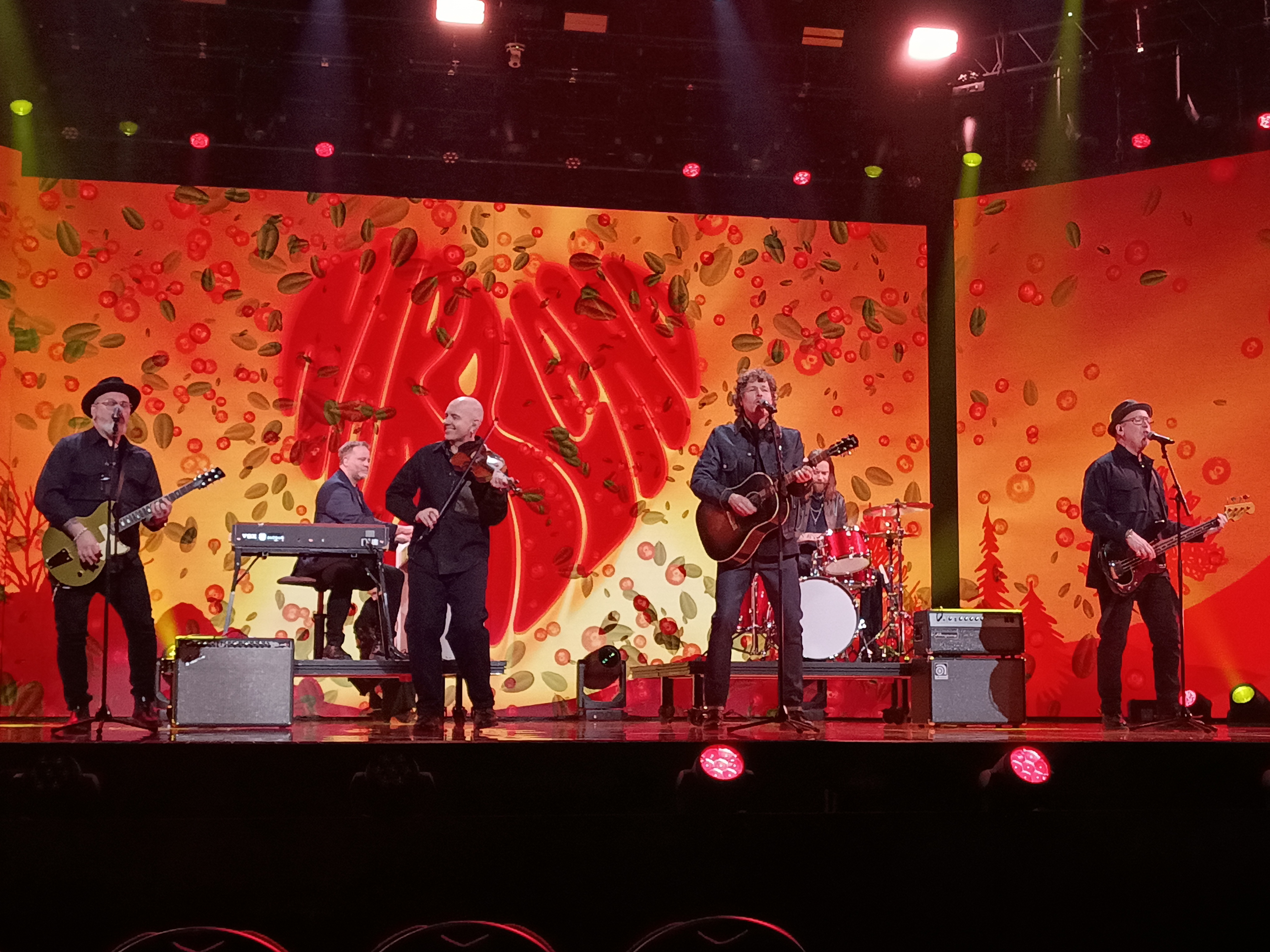
2. Engmans Kapell
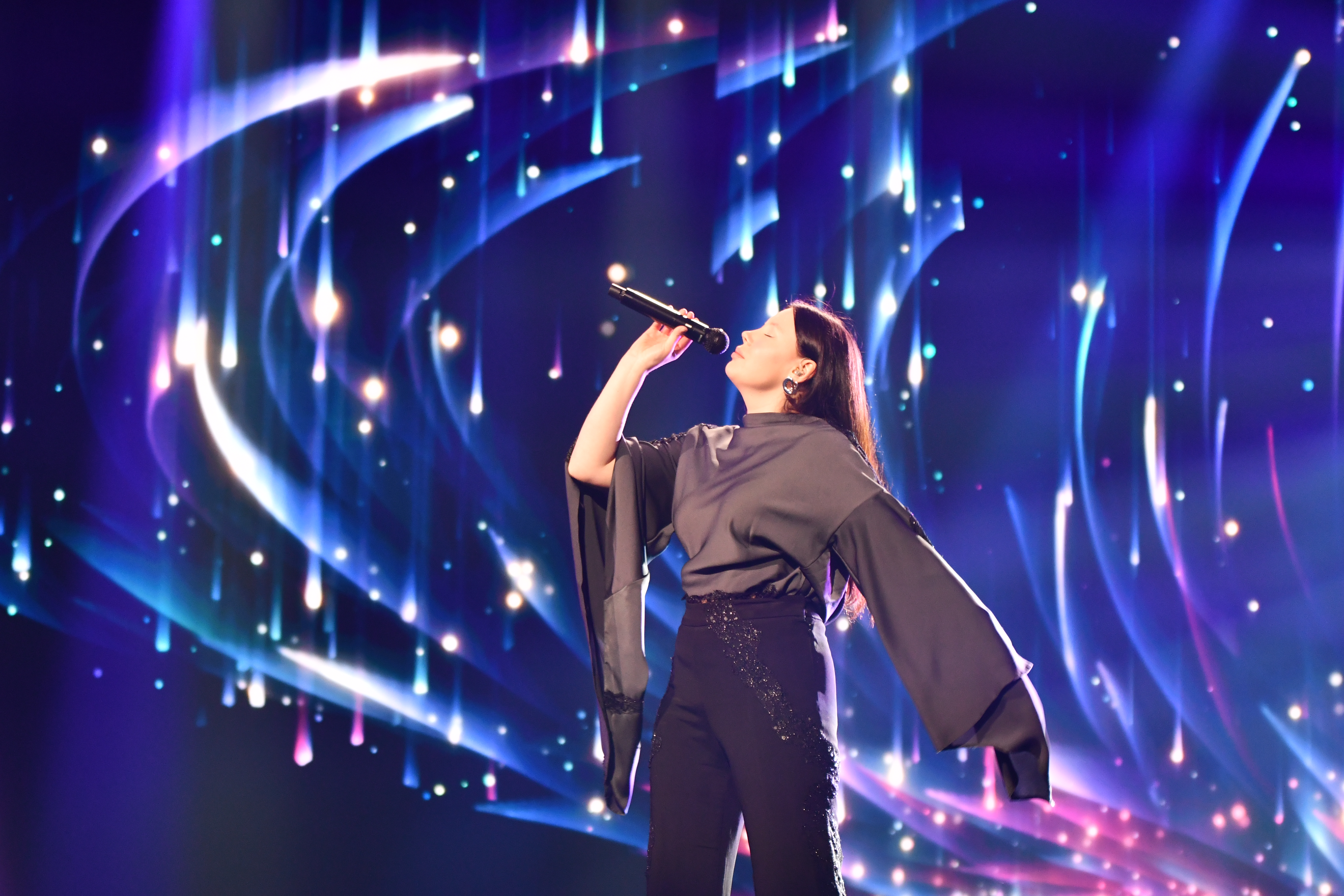
3. Dear Sara
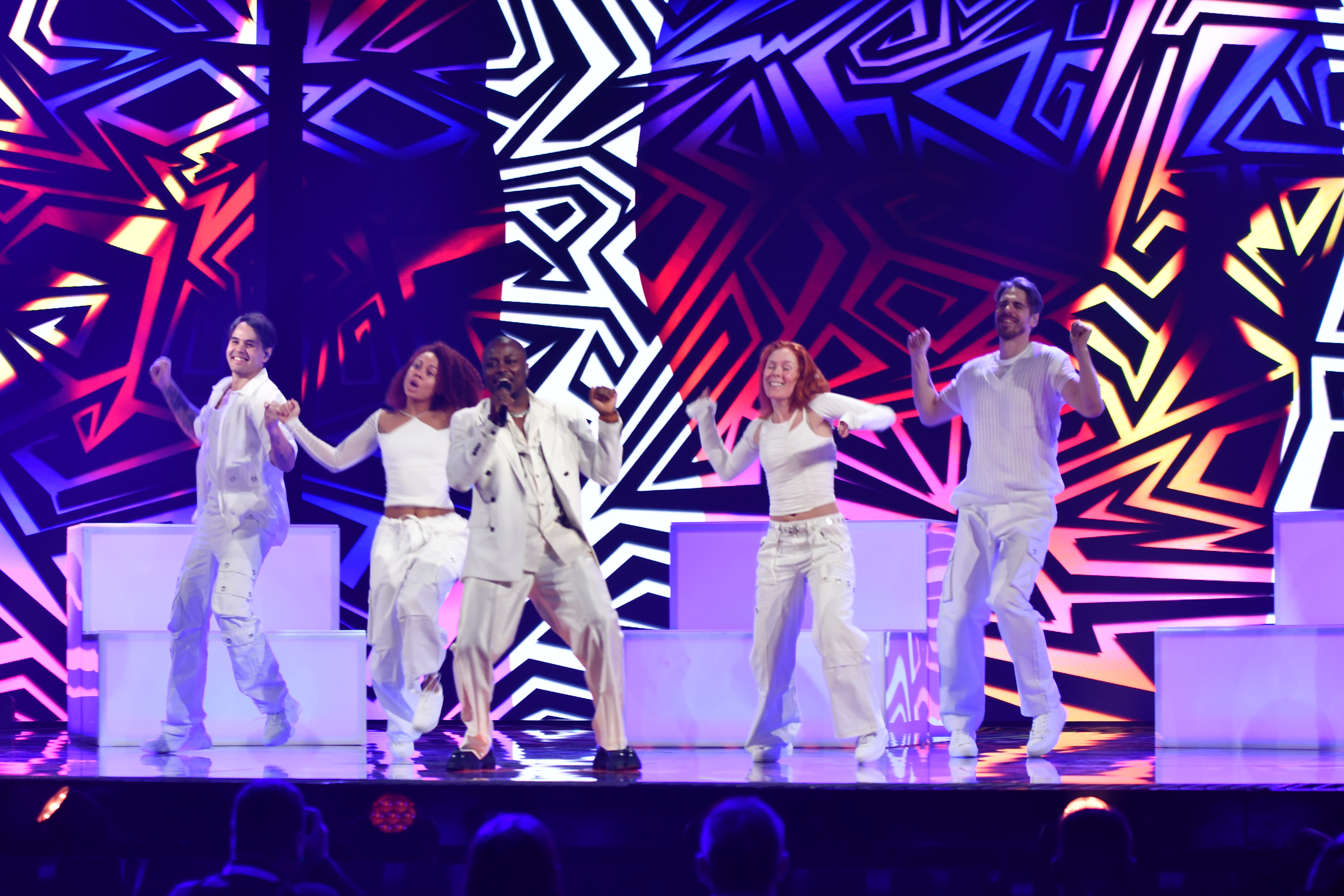
4. C-Joe
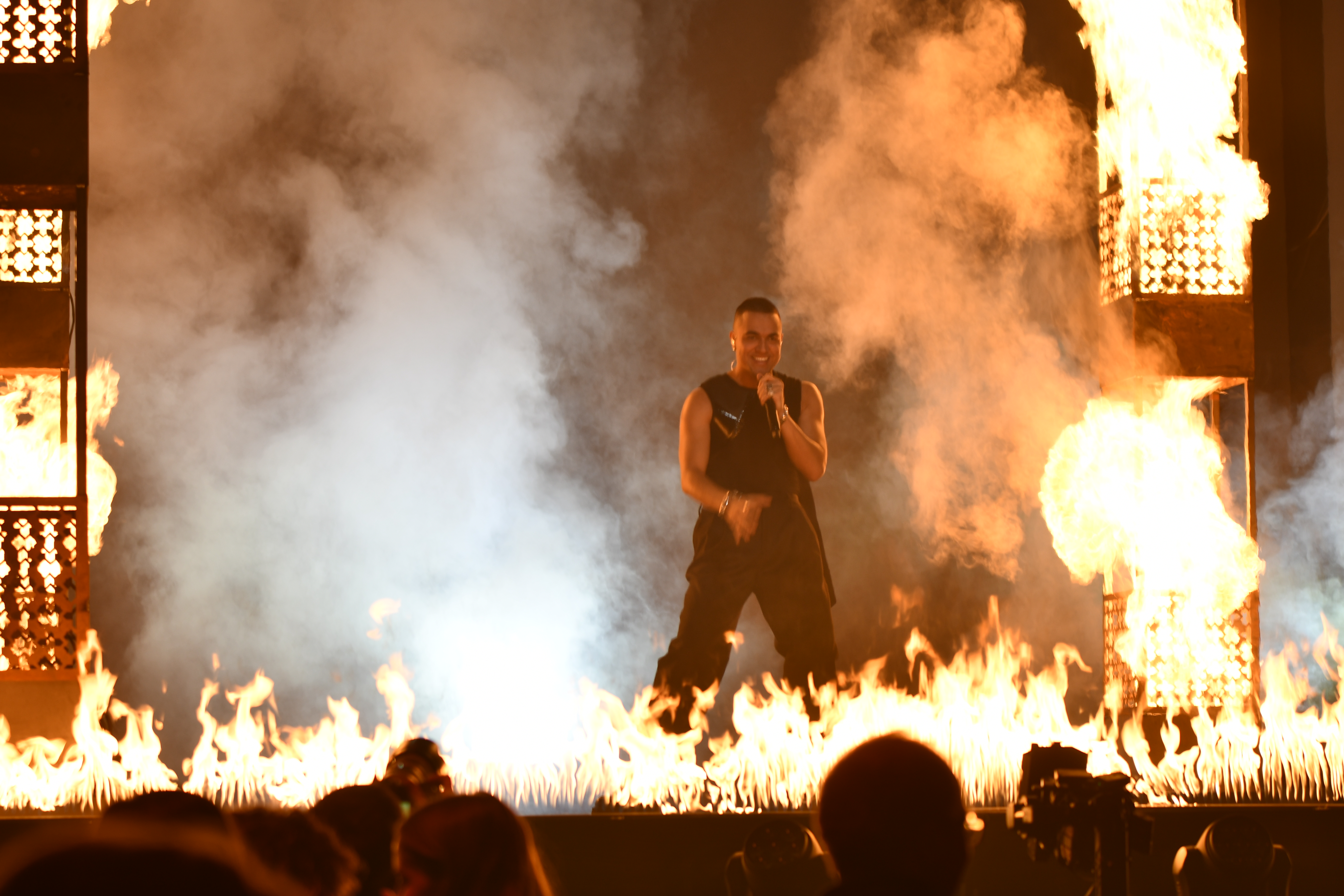
5. Liamoo
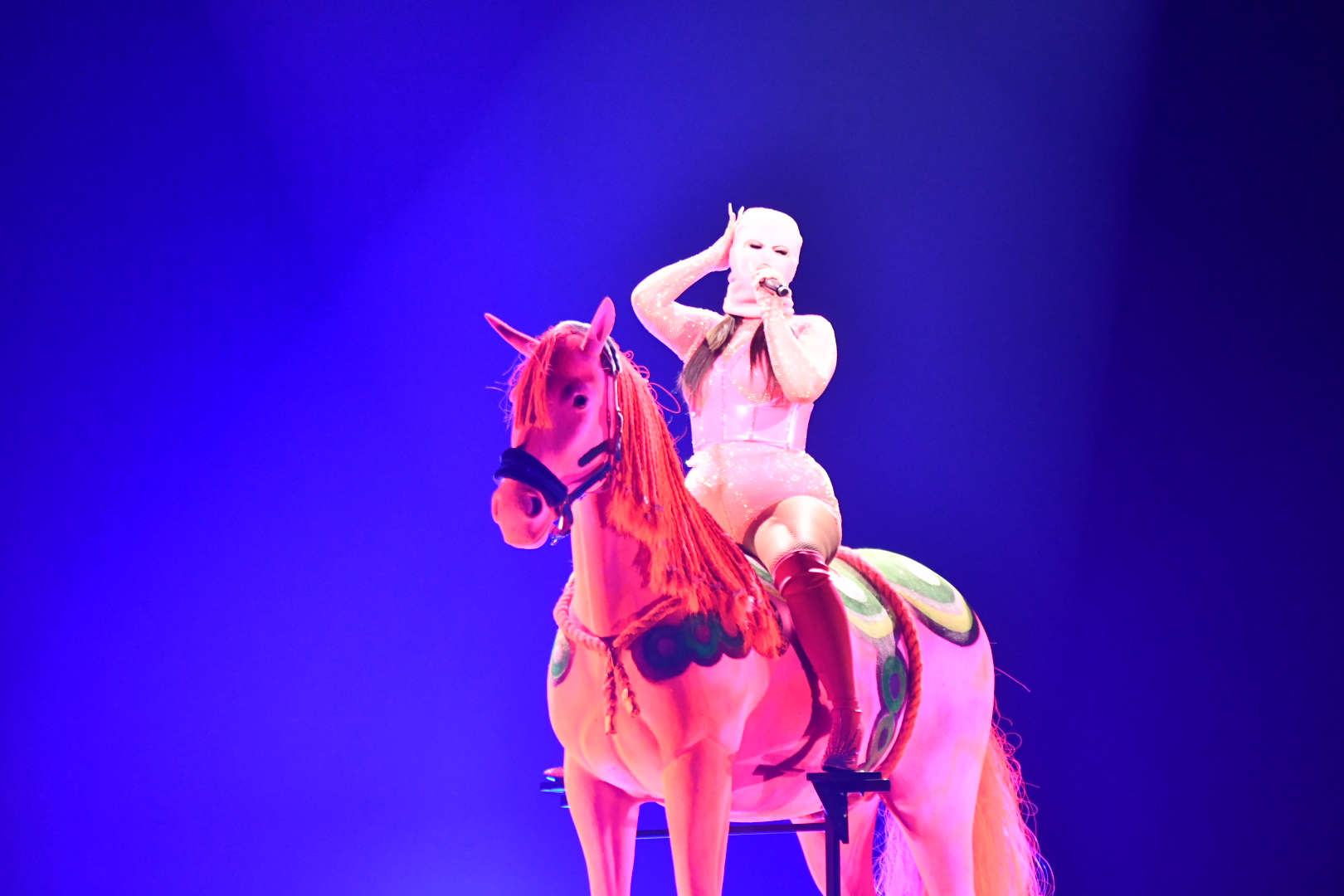
6. Fröken Snusk

#### Resultat
| Nr | Bidrag                  | Omgång 1  | Omgång 2                                                 | Omgång 2                                                 | Omgång 2                                                 | Omgång 2                                                 | Omgång 2                                                 | Omgång 2                                                 | Omgång 2                                                 | Omgång 2                                                 | Omgång 2                                                 | Omgång 2                                                 | Plac. | Anmärkning |
| Nr | Bidrag                  | Röster    | Röster                                                   | 3-9                                                      | 10-15                                                    | 16-29                                                    | 30-44                                                    | 45-59                                                    | 60-74                                                    | 75+                                                      | Tel.                                                     | Poäng                                                    | Plac. | Anmärkning |
| -- | ----------------------- | --------- | -------------------------------------------------------- | -------------------------------------------------------- | -------------------------------------------------------- | -------------------------------------------------------- | -------------------------------------------------------- | -------------------------------------------------------- | -------------------------------------------------------- | -------------------------------------------------------- | -------------------------------------------------------- | -------------------------------------------------------- | ----- | ---------- |
| 1  | "When I'm Gone"         | 1 463 057 | 2 390 747                                                | 12                                                       | 12                                                       | 10                                                       | 12                                                       | 12                                                       | 12                                                       | 12                                                       | 12                                                       | 94                                                       | 2     | Till final |
| 2  | "Norrland"              | 679 574   | 960 857                                                  | 3                                                        | 3                                                        | 3                                                        | 3                                                        | 3                                                        | 5                                                        | 8                                                        | 10                                                       | 38                                                       | 6     | Utröstad   |
| 3  | "The Silence After You" | 1 110 711 | 1 718 062                                                | 5                                                        | 5                                                        | 5                                                        | 8                                                        | 10                                                       | 10                                                       | 10                                                       | 8                                                        | 61                                                       | 3     | Kval       |
| 4  | "Ahumma"                | 1 080 133 | 1 636 714                                                | 8                                                        | 8                                                        | 8                                                        | 5                                                        | 8                                                        | 8                                                        | 5                                                        | 3                                                        | 53                                                       | 5     | Utröstad   |
| 5  | "Dragon"                | 1 677 964 | Melodin vann omgång 1 och tävlade därmed inte i omgång 2 | Melodin vann omgång 1 och tävlade därmed inte i omgång 2 | Melodin vann omgång 1 och tävlade därmed inte i omgång 2 | Melodin vann omgång 1 och tävlade därmed inte i omgång 2 | Melodin vann omgång 1 och tävlade därmed inte i omgång 2 | Melodin vann omgång 1 och tävlade därmed inte i omgång 2 | Melodin vann omgång 1 och tävlade därmed inte i omgång 2 | Melodin vann omgång 1 och tävlade därmed inte i omgång 2 | Melodin vann omgång 1 och tävlade därmed inte i omgång 2 | Melodin vann omgång 1 och tävlade därmed inte i omgång 2 | 1     | Till final |
| 6  | "Unga & fria"           | 1 159 654 | 1 854 861                                                | 10                                                       | 10                                                       | 12                                                       | 10                                                       | 5                                                        | 3                                                        | 3                                                        | 5                                                        | 58                                                       | 4     | Kval       |

#### Siffror
- Antal TV-tittare: 2 858 000[7]
- SVT Play-tittare: 363 292[7]
  - Varav antal röstande: 589 162
- Antal tittarröster: 10 239 205 röster
- Summa pengar insamlad till Radiohjälpen: 418 604 kronor

### Deltävling 3
Deltävlingen hölls i Vida Arena i Växjö lördagen den 17 februari 2024.

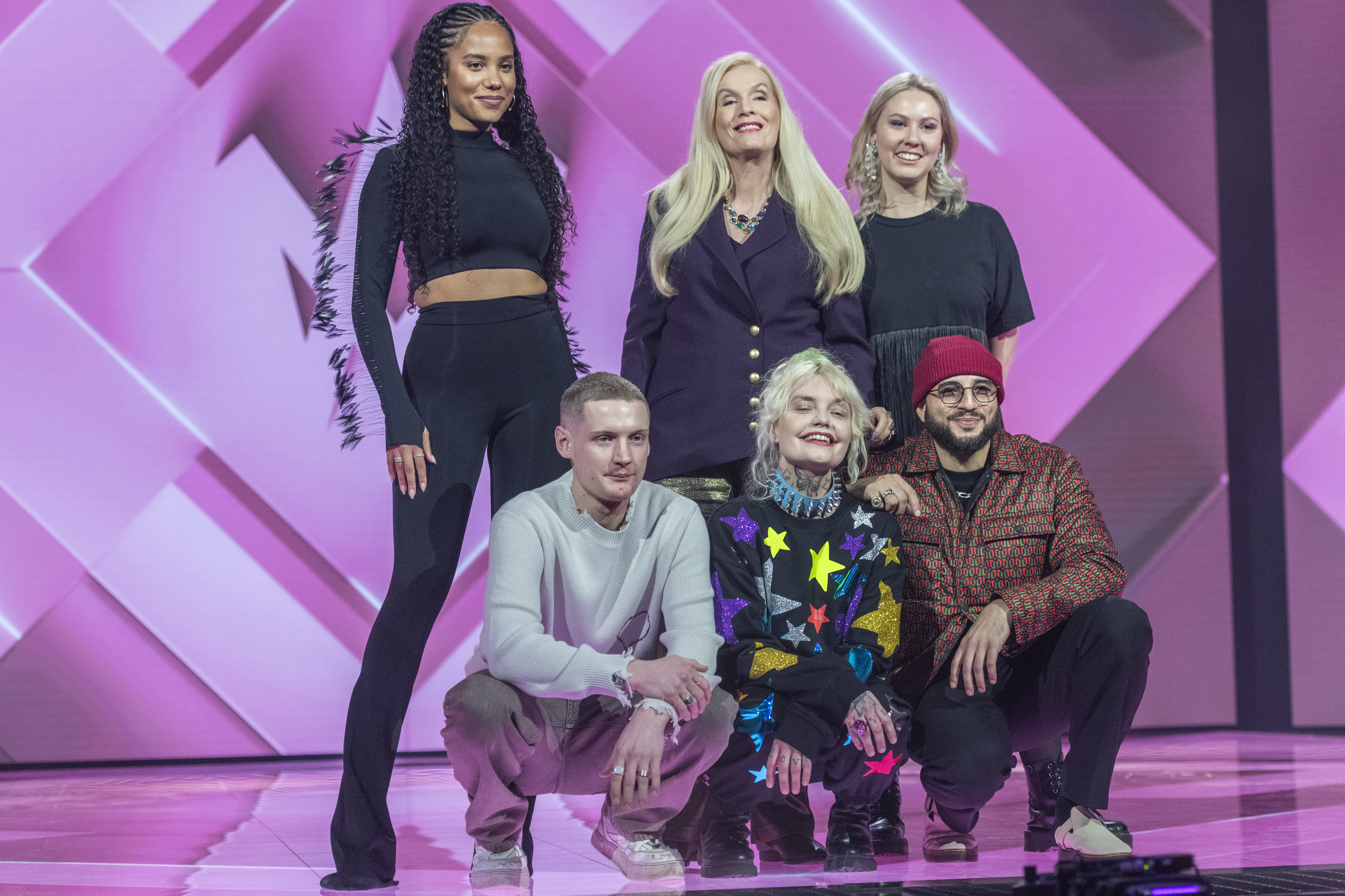
Deltagarna i deltävling 3.

#### Startfält
| Nr | Artist             | Bidrag                          | Text och musik                                                                              |
| -- | ------------------ | ------------------------------- | ------------------------------------------------------------------------------------------- |
| 1  | Jacqline           | "Effortless"                    | Dino Medanhodzic, Jacqline Mossberg Mounkassa, Jimmy Jansson, Moa Carlebecker, Thomas G:son |
| 2  | Clara Klingenström | "Aldrig mer"                    | Bobby Ljunggren, Clara Klingenström, David Lindgren Zacharias                               |
| 3  | Kim Cesarion       | "Take My Breath Away"           | Albin Johnsén, Christoffer Johansson, Kim Cesarion, Mattias Andréasson, William Segerdahl   |
| 4  | Klaudy             | "För dig"                       | William Schenberg, Åke Olofsson                                                             |
| 5  | Gunilla Persson    | "I Won’t Shake (La La Gunilla)" | Fredrik Andersson                                                                           |
| 6  | Cazzi Opeia        | "Give My Heart a Break"         | Ellen Berg, Jimmy Jansson, Moa Carlebecker, Thomas G:son                                    |

Galleri från deltävling 3
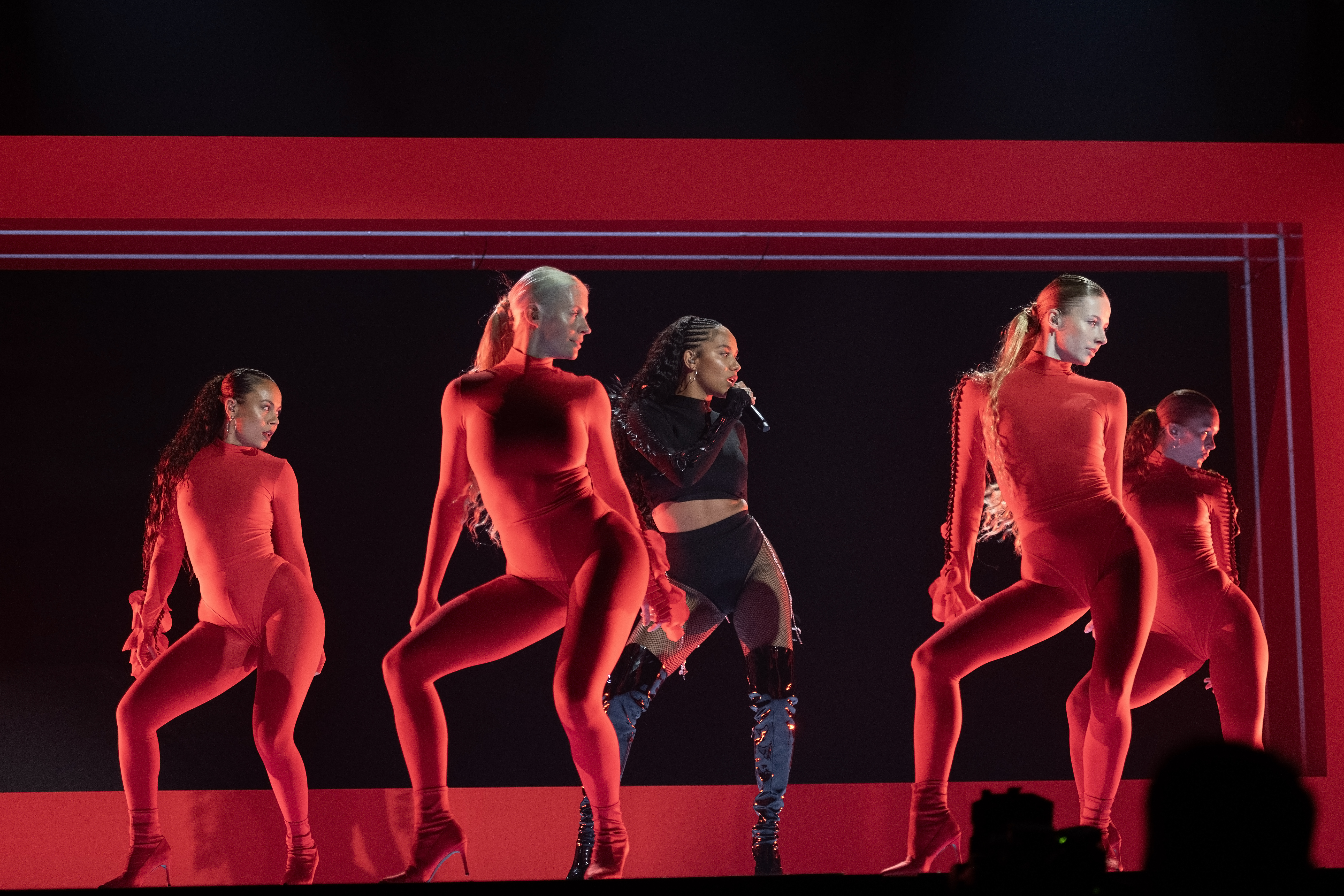
1. Jacqline
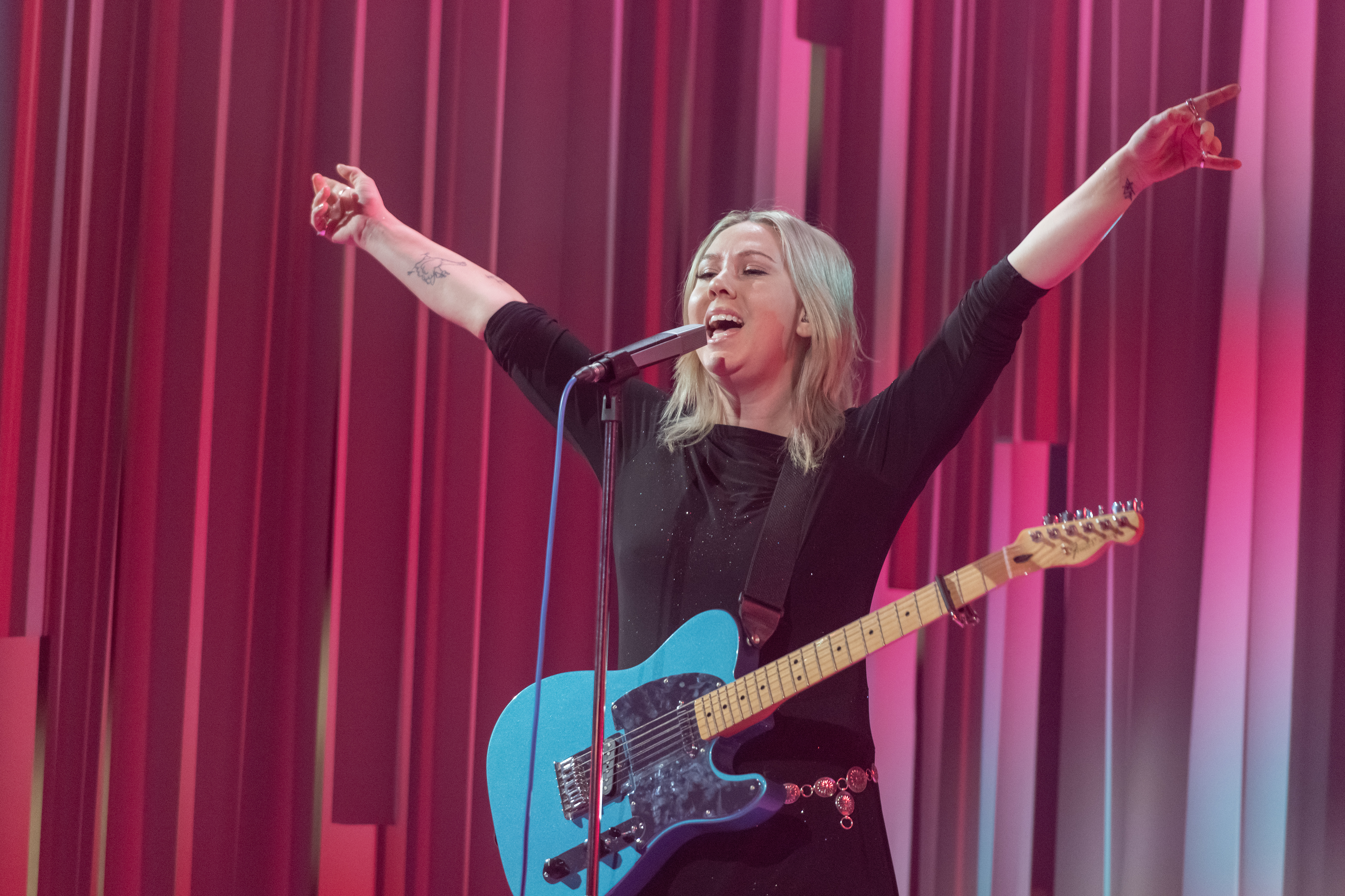
2. Clara Klingenström
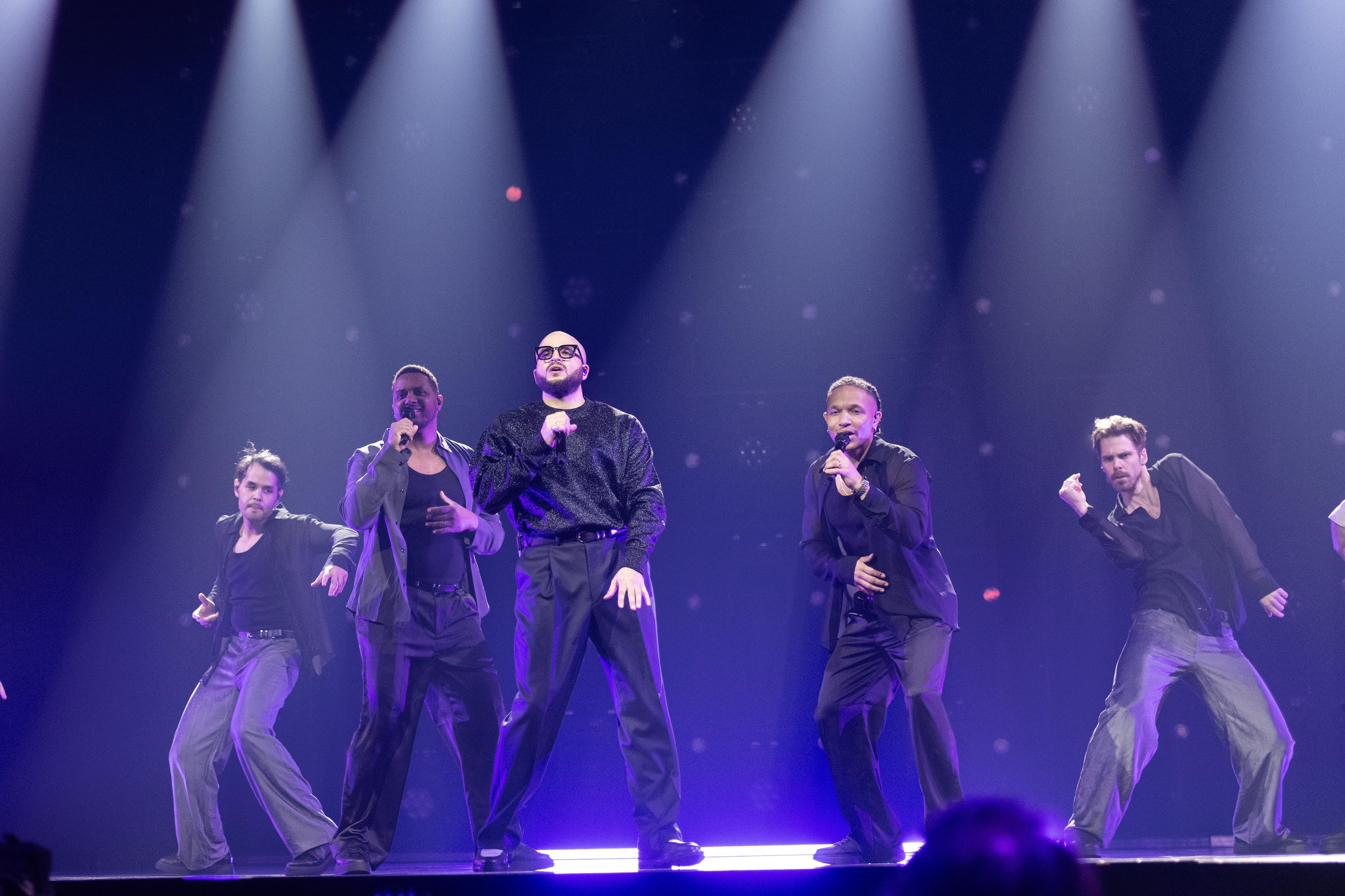
3. Kim Cesarion
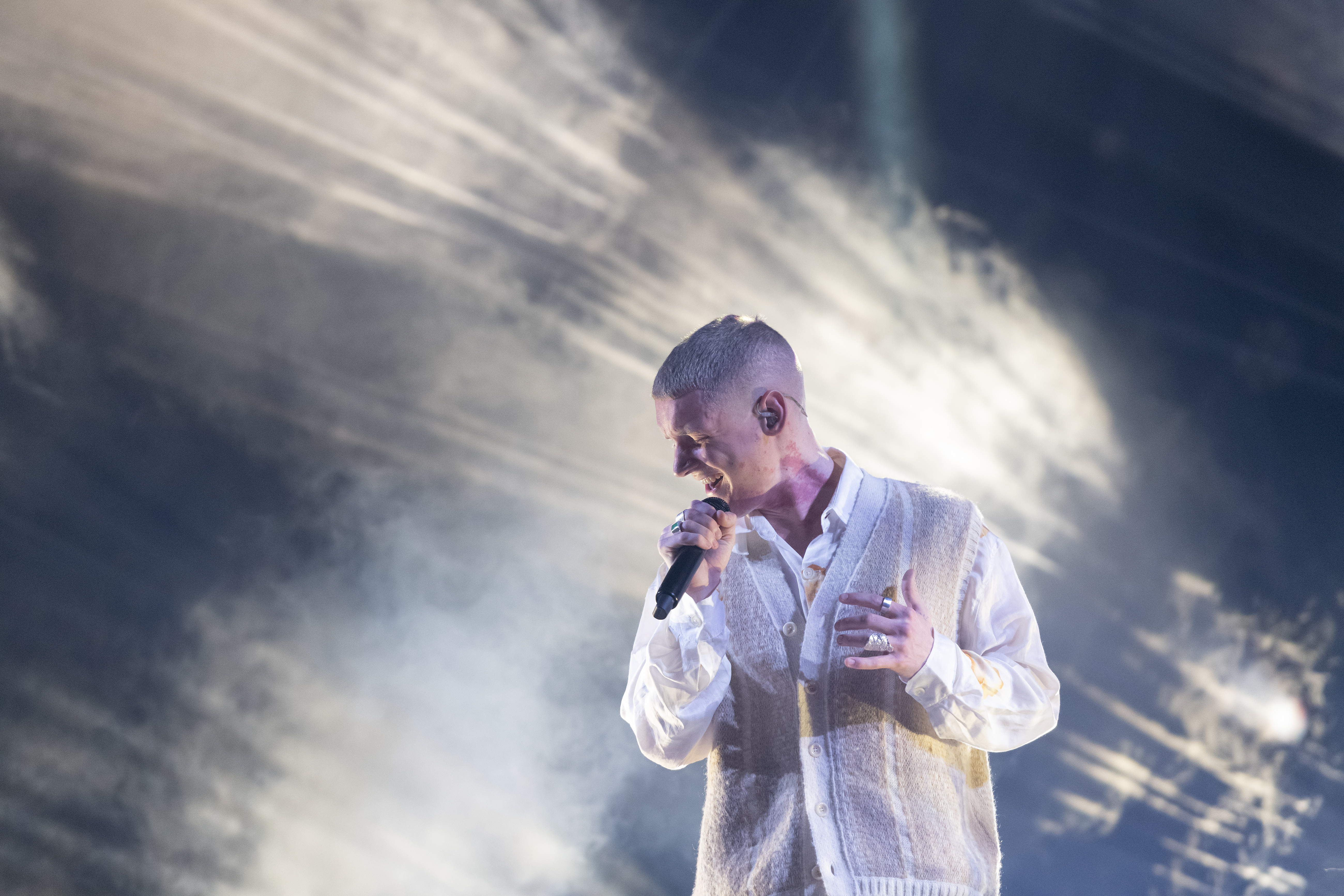
4. Klaudy
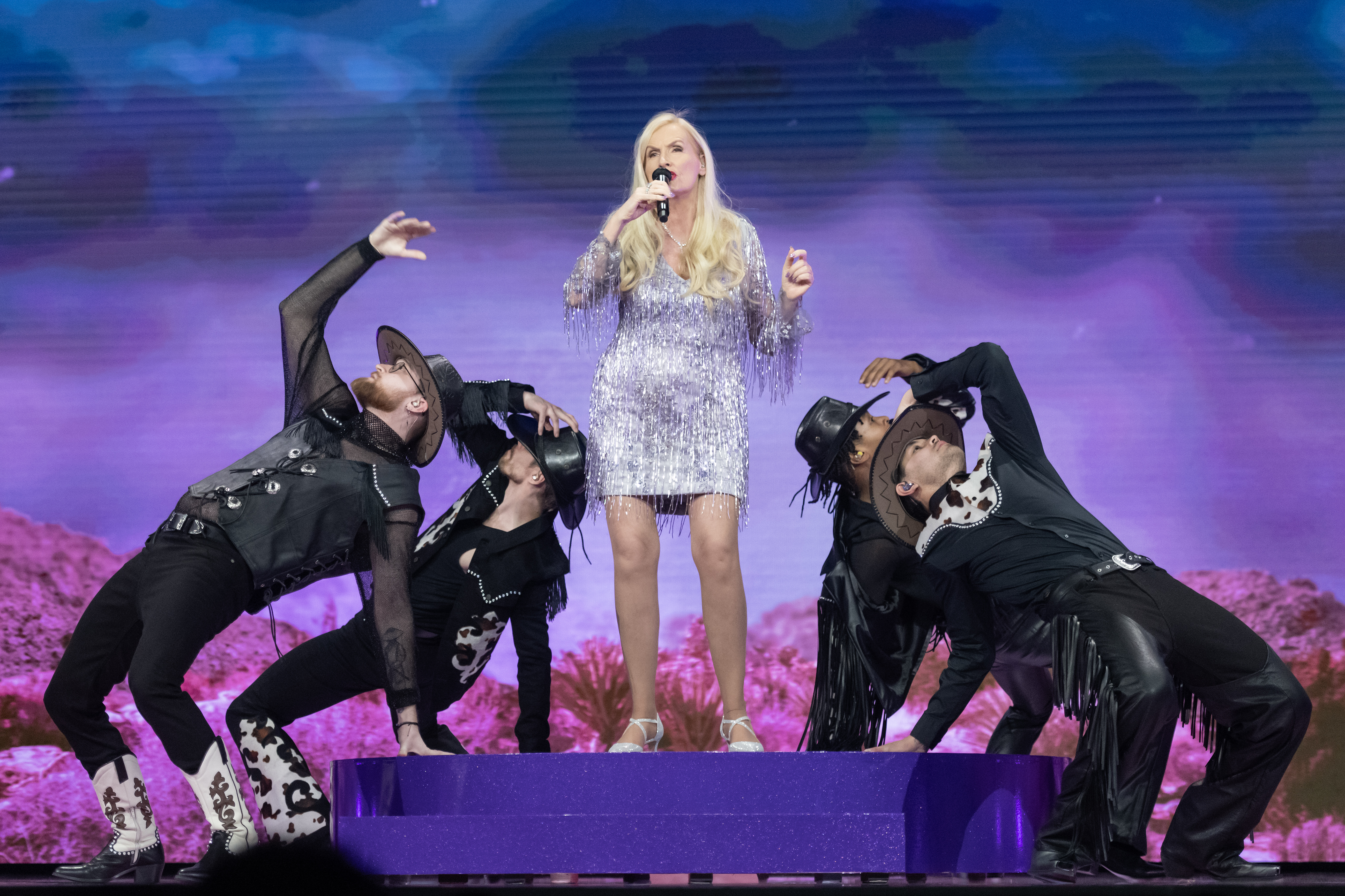
5. Gunilla Persson
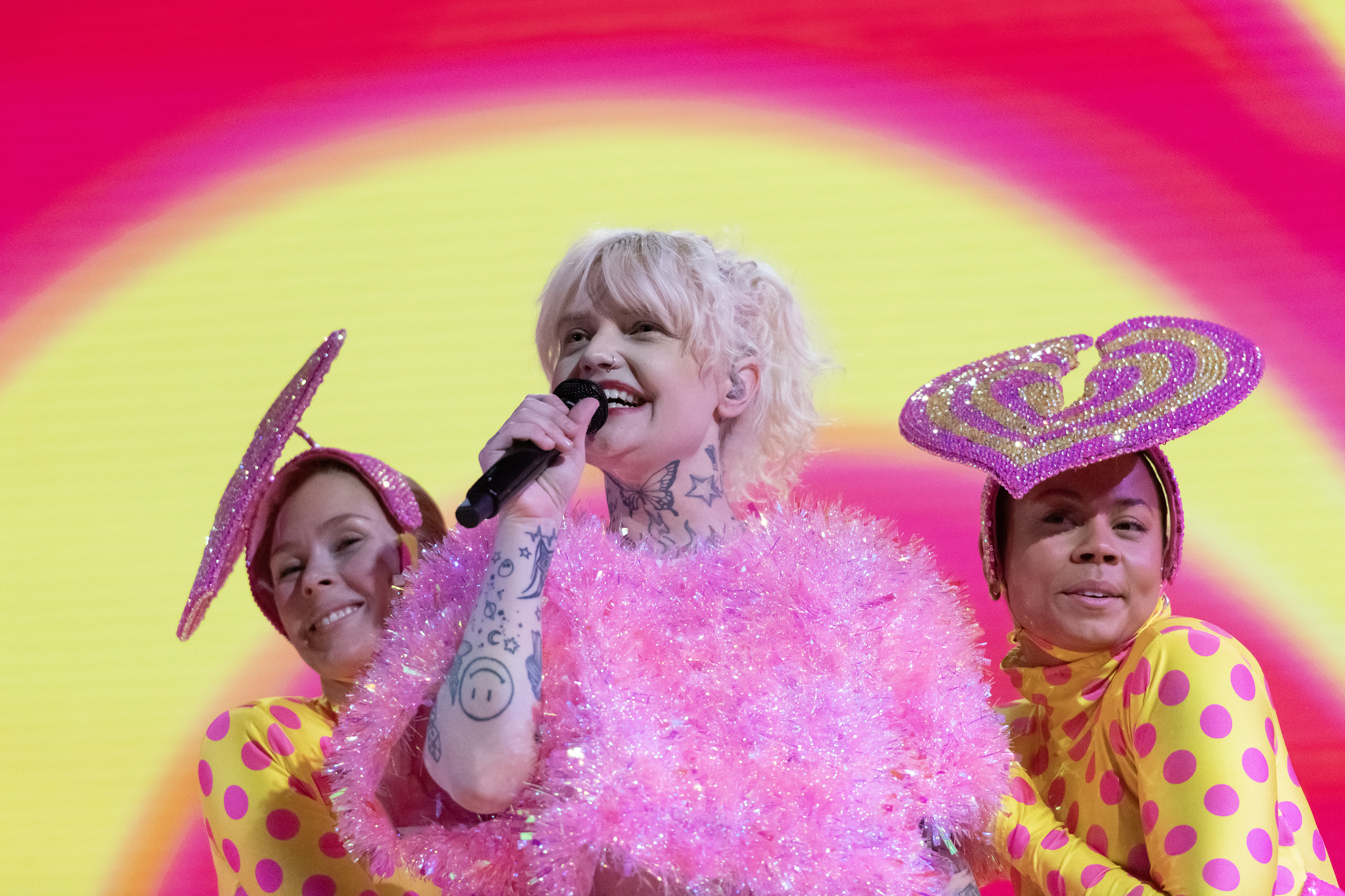
6. Cazzi Opeia

#### Resultat
| Nr | Bidrag                          | Omgång 1  | Omgång 2                                                 | Omgång 2                                                 | Omgång 2                                                 | Omgång 2                                                 | Omgång 2                                                 | Omgång 2                                                 | Omgång 2                                                 | Omgång 2                                                 | Omgång 2                                                 | Omgång 2                                                 | Plac. | Anmärkning |
| Nr | Bidrag                          | Röster    | Röster                                                   | 3-9                                                      | 10-15                                                    | 16-29                                                    | 30-44                                                    | 45-59                                                    | 60-74                                                    | 75+                                                      | Tel.                                                     | Poäng                                                    | Plac. | Anmärkning |
| -- | ------------------------------- | --------- | -------------------------------------------------------- | -------------------------------------------------------- | -------------------------------------------------------- | -------------------------------------------------------- | -------------------------------------------------------- | -------------------------------------------------------- | -------------------------------------------------------- | -------------------------------------------------------- | -------------------------------------------------------- | -------------------------------------------------------- | ----- | ---------- |
| 1  | "Effortless"                    | 1 343 304 | Melodin vann omgång 1 och tävlade därmed inte i omgång 2 | Melodin vann omgång 1 och tävlade därmed inte i omgång 2 | Melodin vann omgång 1 och tävlade därmed inte i omgång 2 | Melodin vann omgång 1 och tävlade därmed inte i omgång 2 | Melodin vann omgång 1 och tävlade därmed inte i omgång 2 | Melodin vann omgång 1 och tävlade därmed inte i omgång 2 | Melodin vann omgång 1 och tävlade därmed inte i omgång 2 | Melodin vann omgång 1 och tävlade därmed inte i omgång 2 | Melodin vann omgång 1 och tävlade därmed inte i omgång 2 | Melodin vann omgång 1 och tävlade därmed inte i omgång 2 | 1     | Till final |
| 2  | "Aldrig mer"                    | 824 631   | 1 205 774                                                | 5                                                        | 3                                                        | 3                                                        | 5                                                        | 8                                                        | 10                                                       | 10                                                       | 8                                                        | 52                                                       | 5     | Utröstad   |
| 3  | "Take My Breath Away"           | 884 738   | 1 314 100                                                | 10                                                       | 8                                                        | 5                                                        | 8                                                        | 5                                                        | 3                                                        | 3                                                        | 3                                                        | 45                                                       | 6     | Utröstad   |
| 4  | "För dig"                       | 908 310   | 1 370 989                                                | 8                                                        | 5                                                        | 8                                                        | 10                                                       | 10                                                       | 8                                                        | 5                                                        | 5                                                        | 59                                                       | 3     | Kval       |
| 5  | "I Won't Shake (La La Gunilla)" | 1 050 416 | 1 616 001                                                | 3                                                        | 12                                                       | 12                                                       | 3                                                        | 3                                                        | 5                                                        | 8                                                        | 10                                                       | 56                                                       | 4     | Kval       |
| 6  | "Give My Heart a Break"         | 1 300 644 | 2 186 950                                                | 12                                                       | 10                                                       | 10                                                       | 12                                                       | 12                                                       | 12                                                       | 12                                                       | 12                                                       | 92                                                       | 2     | Till final |

#### Siffror
- Antal TV-tittare: 2 755 000[7]
- SVT Play-tittare: 434 123[7]
  - Varav antal röstande: 567 234
- Antal tittarröster: 9 037 118 röster
- Summa pengar insamlad till Radiohjälpen: 413 375 kronor

### Deltävling 4

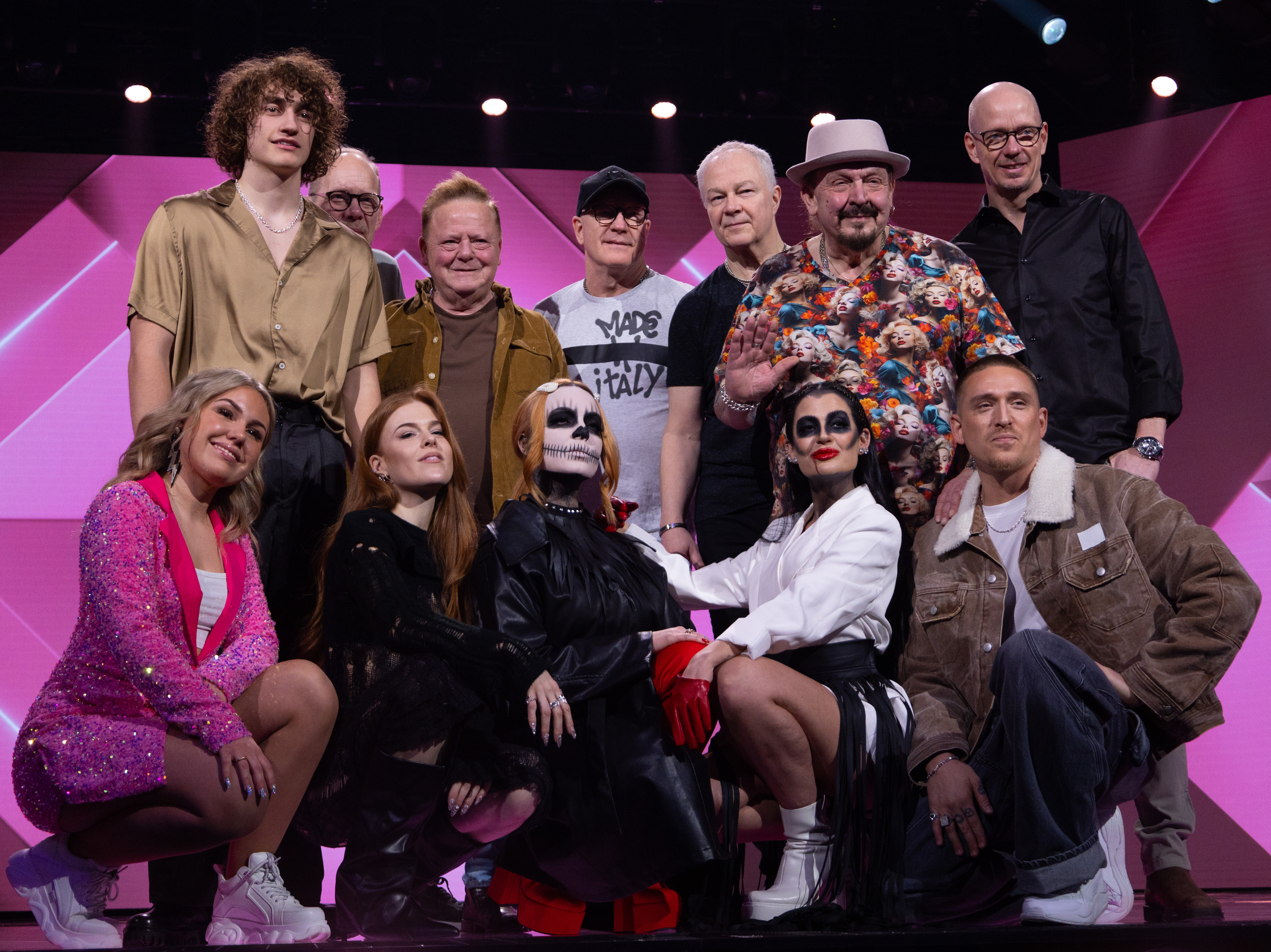
Deltagarna i deltävling 4.

Deltävlingen hölls i Volvo CE Arena i Eskilstuna lördagen den 24 februari 2024.

#### Startfält
| Nr | Artist         | Bidrag                               | Text och musik |
| -- | -------------- | ------------------------------------ | --- |
| 1  | Albin Tingwall | "Done Getting Over You"              | Jimmy Thörnfeldt, Joy Deb, Linnea Deb                                                                                      |
| 2  | Lia Larsson    | "30 km/h"                            | Axel Schylström, Jimmy Jansson, Lia Larsson, My Söderholm, Thomas G:son                                                    |
| 3  | Dotter         | "It's Not Easy to Write a Love Song" | Dino Medanhodzic, Johanna ”Dotter” Jansson                                                                                 |
| 4  | Scarlet        | "Circus X"                           | Emil Behmer, Henric Pierroff, Ian-Paolo Lira, Jessica Rachel Chertock, Scarlet, Simon Boustedt, Staffan Amberlind, Thirsty |
| 5  | Lasse Stefanz  | "En sång om sommaren"                | Anders Wigelius, Anderz Wrethov, Robert Norberg                                                                            |
| 6  | Danny Saucedo  | "Happy That You Found Me"            | John Martin, Kristoffer Fogelmark, Michel Zitron                                                                           |

Galleri från deltävling 4
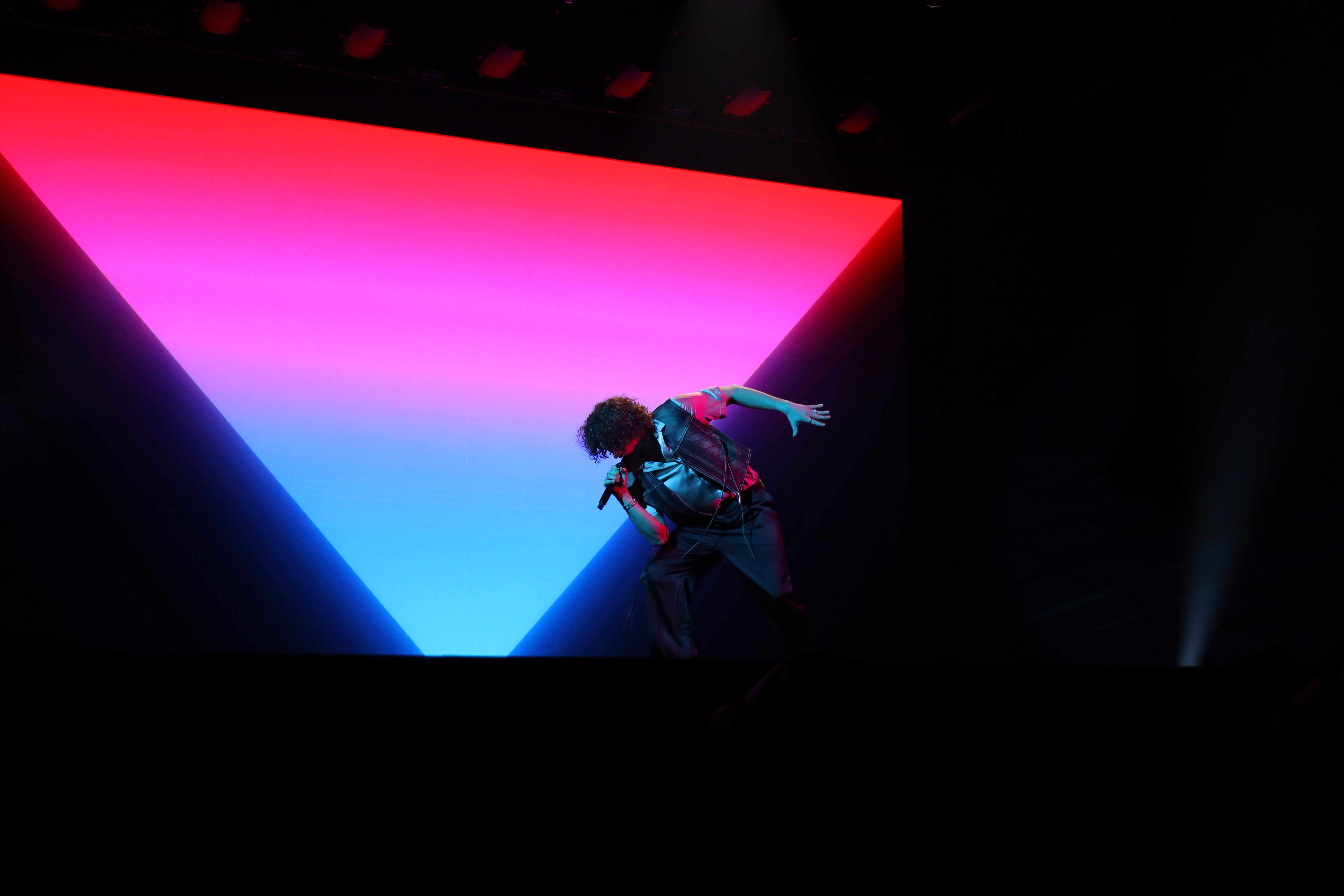
1. Albin Tingwall
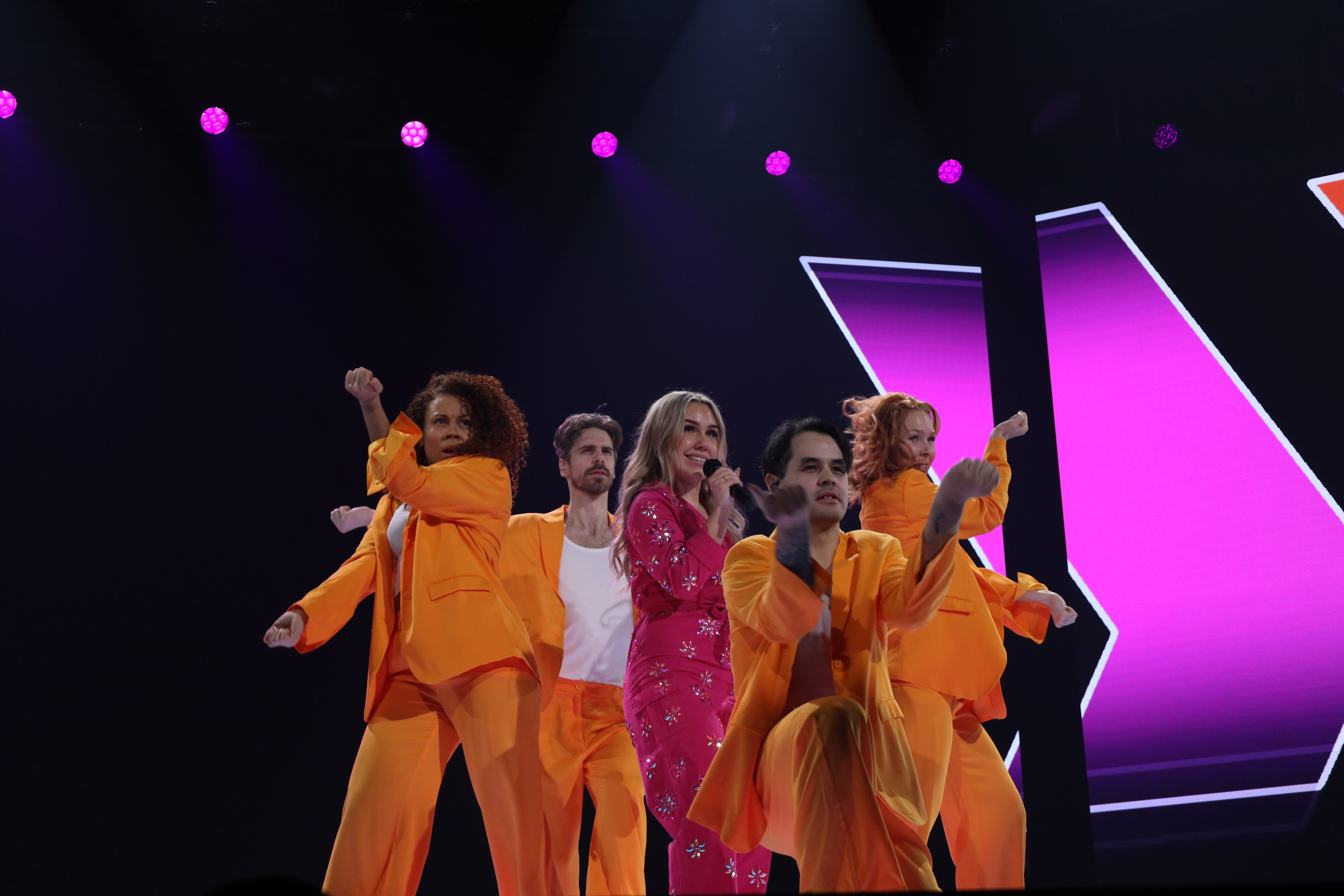
2. Lia Larsson
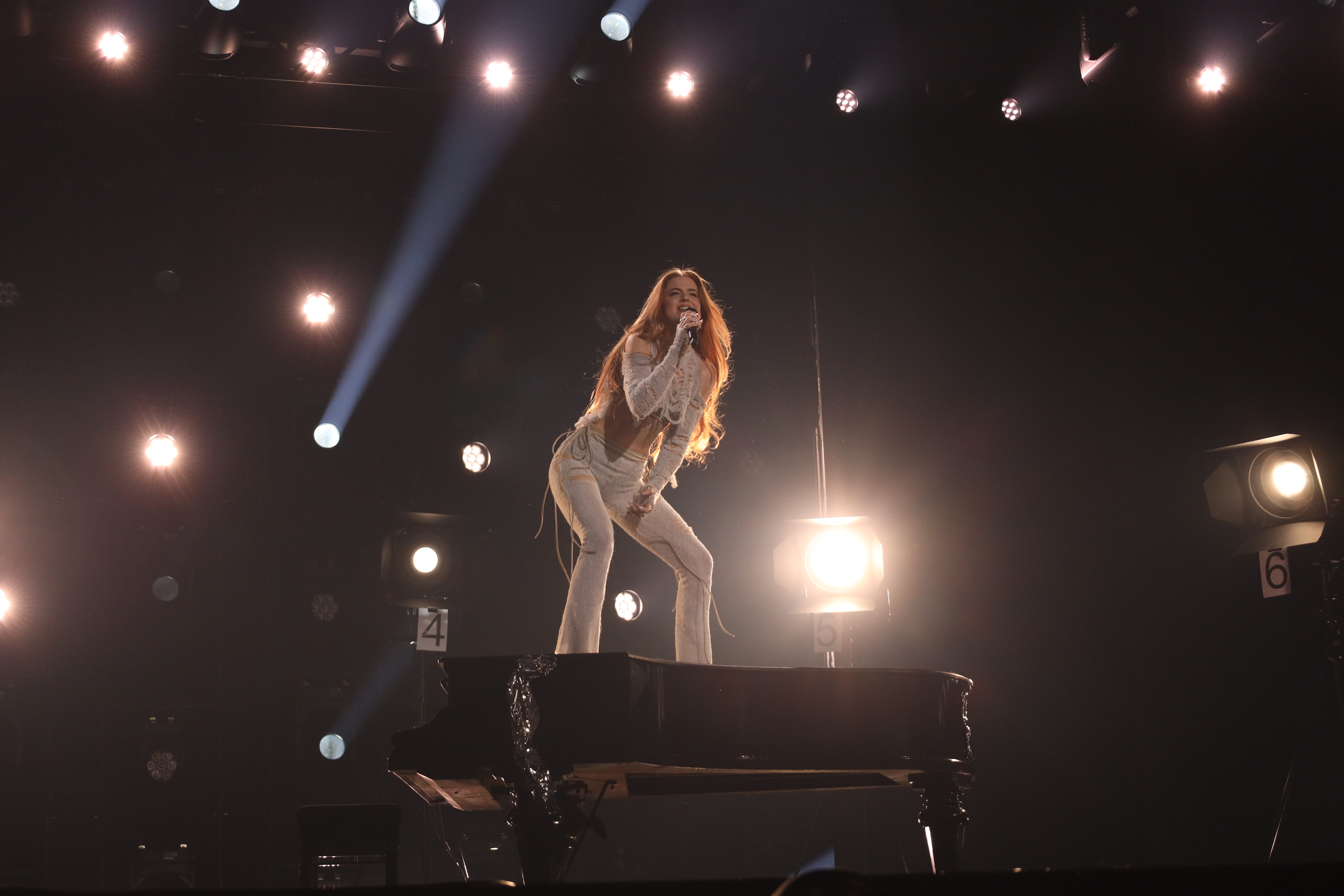
3. Dotter
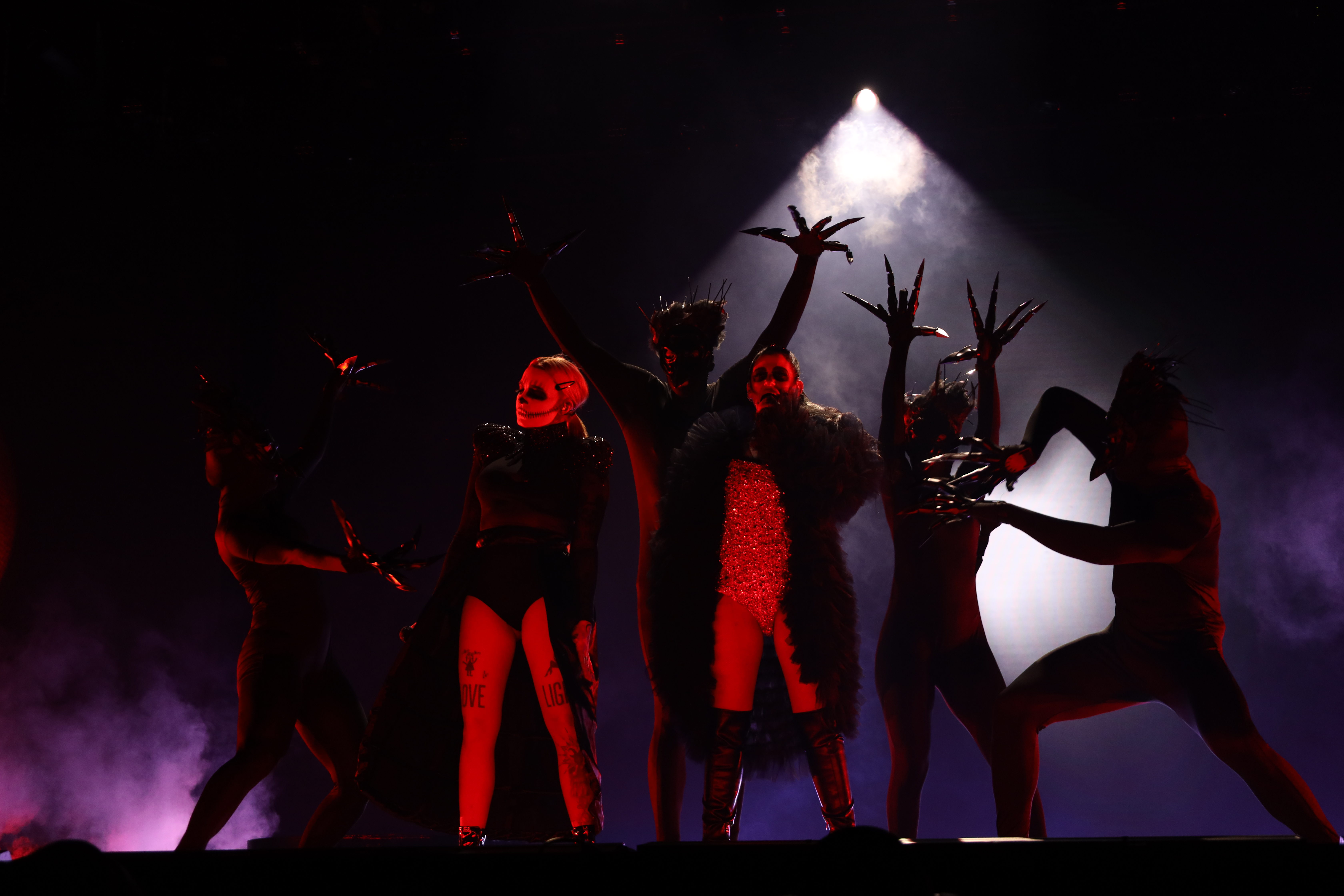
4. Scarlet
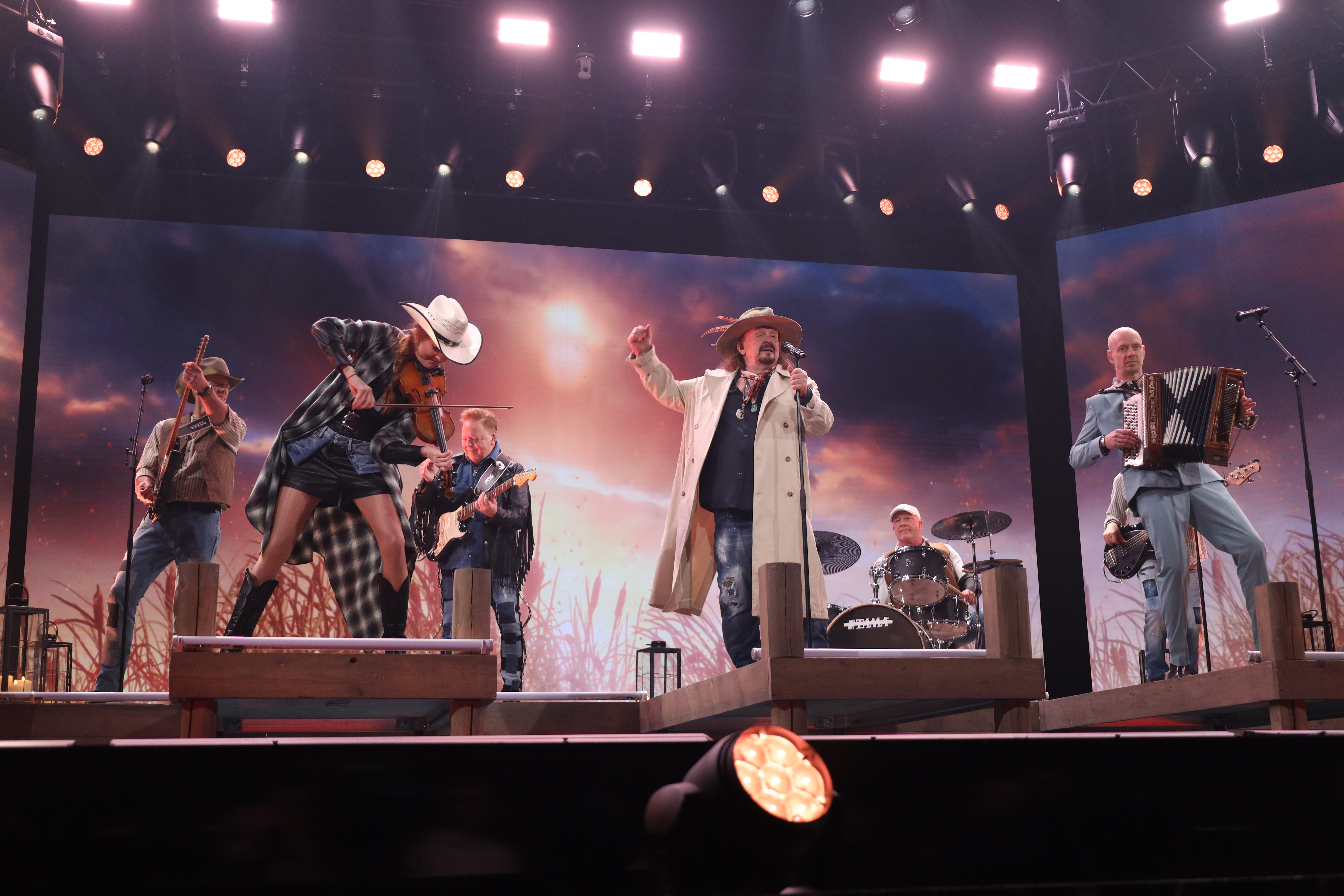
5. Lasse Stefanz
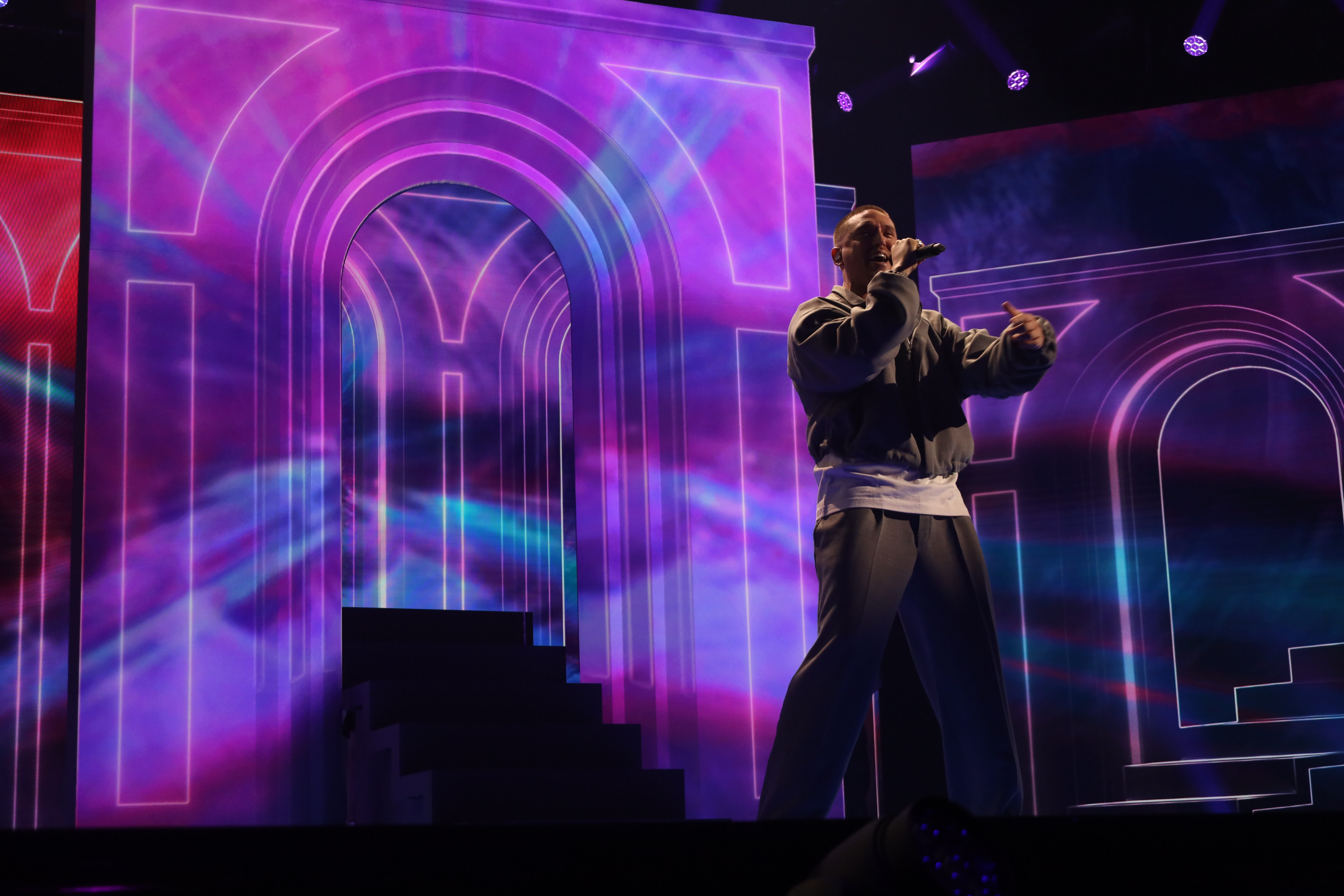
6. Danny Saucedo

#### Resultat
| Nr | Bidrag                               | Omgång 1  | Omgång 2                                                 | Omgång 2                                                 | Omgång 2                                                 | Omgång 2                                                 | Omgång 2                                                 | Omgång 2                                                 | Omgång 2                                                 | Omgång 2                                                 | Omgång 2                                                 | Omgång 2                                                 | Plac. | Anmärkning |
| Nr | Bidrag                               | Röster    | Röster                                                   | 3-9                                                      | 10-15                                                    | 16-29                                                    | 30-44                                                    | 45-59                                                    | 60-74                                                    | 75+                                                      | Tel.                                                     | Poäng                                                    | Plac. | Anmärkning |
| -- | ------------------------------------ | --------- | -------------------------------------------------------- | -------------------------------------------------------- | -------------------------------------------------------- | -------------------------------------------------------- | -------------------------------------------------------- | -------------------------------------------------------- | -------------------------------------------------------- | -------------------------------------------------------- | -------------------------------------------------------- | -------------------------------------------------------- | ----- | ---------- |
| 1  | "Done Getting Over You"              | 1 000 678 | 1 510 054                                                | 5                                                        | 8                                                        | 10                                                       | 5                                                        | 8                                                        | 10                                                       | 12                                                       | 5                                                        | 63                                                       | 3     | Kval       |
| 2  | "30 km/h"                            | 1 049 671 | 1 597 325                                                | 12                                                       | 10                                                       | 3                                                        | 8                                                        | 5                                                        | 3                                                        | 5                                                        | 3                                                        | 49                                                       | 5     | Utröstad   |
| 3  | "It's Not Easy to Write a Love Song" | 1 258 479 | 1 936 150                                                | 8                                                        | 12                                                       | 12                                                       | 10                                                       | 12                                                       | 12                                                       | 10                                                       | 8                                                        | 84                                                       | 2     | Till final |
| 4  | "Circus X"                           | 1 014 301 | 1 573 536                                                | 10                                                       | 5                                                        | 5                                                        | 12                                                       | 10                                                       | 5                                                        | 3                                                        | 10                                                       | 60                                                       | 4     | Kval       |
| 5  | "En sång om sommaren"                | 789 340   | 1 123 342                                                | 3                                                        | 3                                                        | 8                                                        | 3                                                        | 3                                                        | 8                                                        | 8                                                        | 12                                                       | 48                                                       | 6     | Utröstad   |
| 6  | "Happy That You Found Me"            | 1 403 133 | Melodin vann omgång 1 och tävlade därmed inte i omgång 2 | Melodin vann omgång 1 och tävlade därmed inte i omgång 2 | Melodin vann omgång 1 och tävlade därmed inte i omgång 2 | Melodin vann omgång 1 och tävlade därmed inte i omgång 2 | Melodin vann omgång 1 och tävlade därmed inte i omgång 2 | Melodin vann omgång 1 och tävlade därmed inte i omgång 2 | Melodin vann omgång 1 och tävlade därmed inte i omgång 2 | Melodin vann omgång 1 och tävlade därmed inte i omgång 2 | Melodin vann omgång 1 och tävlade därmed inte i omgång 2 | Melodin vann omgång 1 och tävlade därmed inte i omgång 2 | 1     | Till final |

#### Siffror
- Antal TV-tittare: 2 765 000[7]
- SVT Play-tittare: 402 182[7]
  - Varav antal röstande: 555 108
- Antal tittarröster: 9 143 540 röster
- Summa pengar insamlad till Radiohjälpen: 362 157 kronor

### Deltävling 5
Deltävlingen hölls i Löfbergs Arena i Karlstad lördagen den 2 mars 2024.

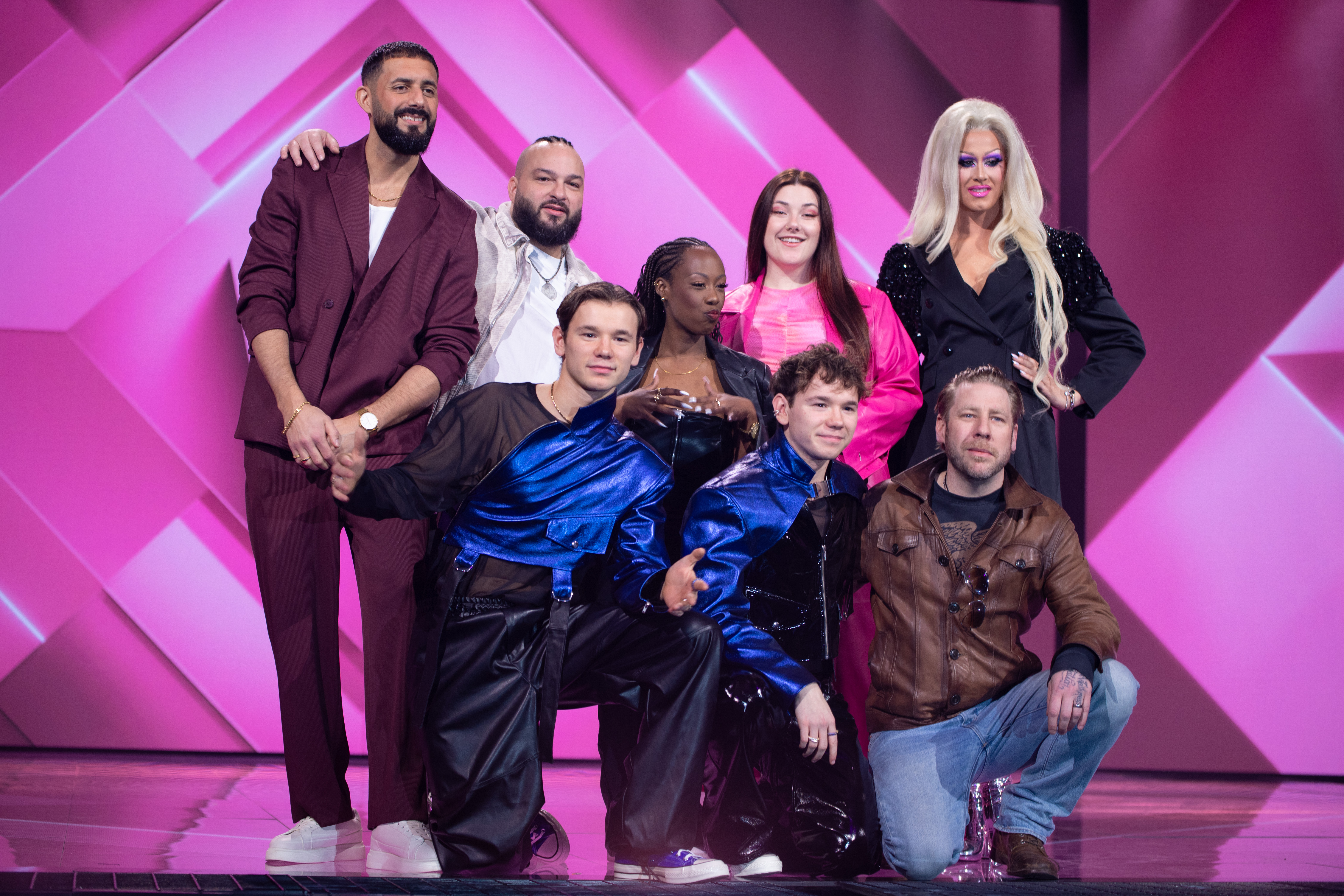
Deltagarna i deltävling 5.

#### Startfält
| Nr | Artist             | Bidrag             | Text och musik                                                                         |
| -- | ------------------ | ------------------ | -------------------------------------------------------------------------------------- |
| 1  | Marcus & Martinus  | "Unforgettable"    | Jimmy Thörnfeldt, Joy Deb, Linnea Deb, Marcus Gunnarsen, Martinus Gunnarsen            |
| 2  | Chelsea Muco       | "Controlla"        | Anderz Wrethov, Chelsea Muco, Elsa Carmona Oljelund, Fernand MP, Karl Flyckt, Pa Modou |
| 3  | Jay Smith          | "Back to My Roots" | Jay Smith, Jonas Jurström, Jonathan Keyes, Maria Jane Smith, Victor Thell              |
| 4  | Elecktra           | "Banne maj"        | Anderz Wrethov, Elin Wrethov, Jonny Werner, Robin Werner                               |
| 5  | Annika Wickihalder | "Light"            | Annika Wickihalder, Herman Gardarfve, Linnea Gawell, Patrik Jean                       |
| 6  | Medina             | "Que Sera"         | Ali Jammali, Anderz Wrethov, Jimmy Thörnfeldt, Sami Rekik                              |

Galleri från deltävling 5
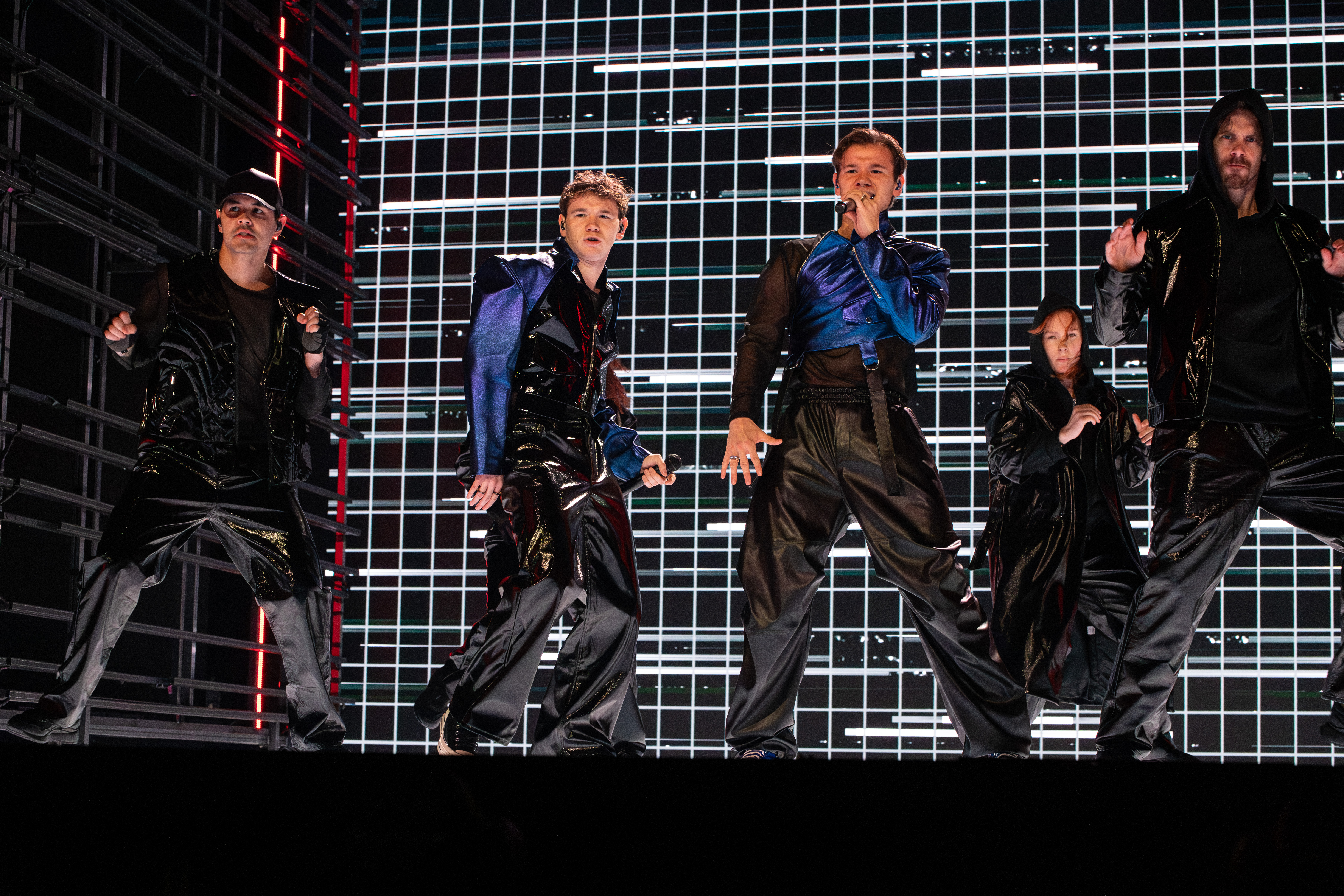
1. Marcus & Martinus
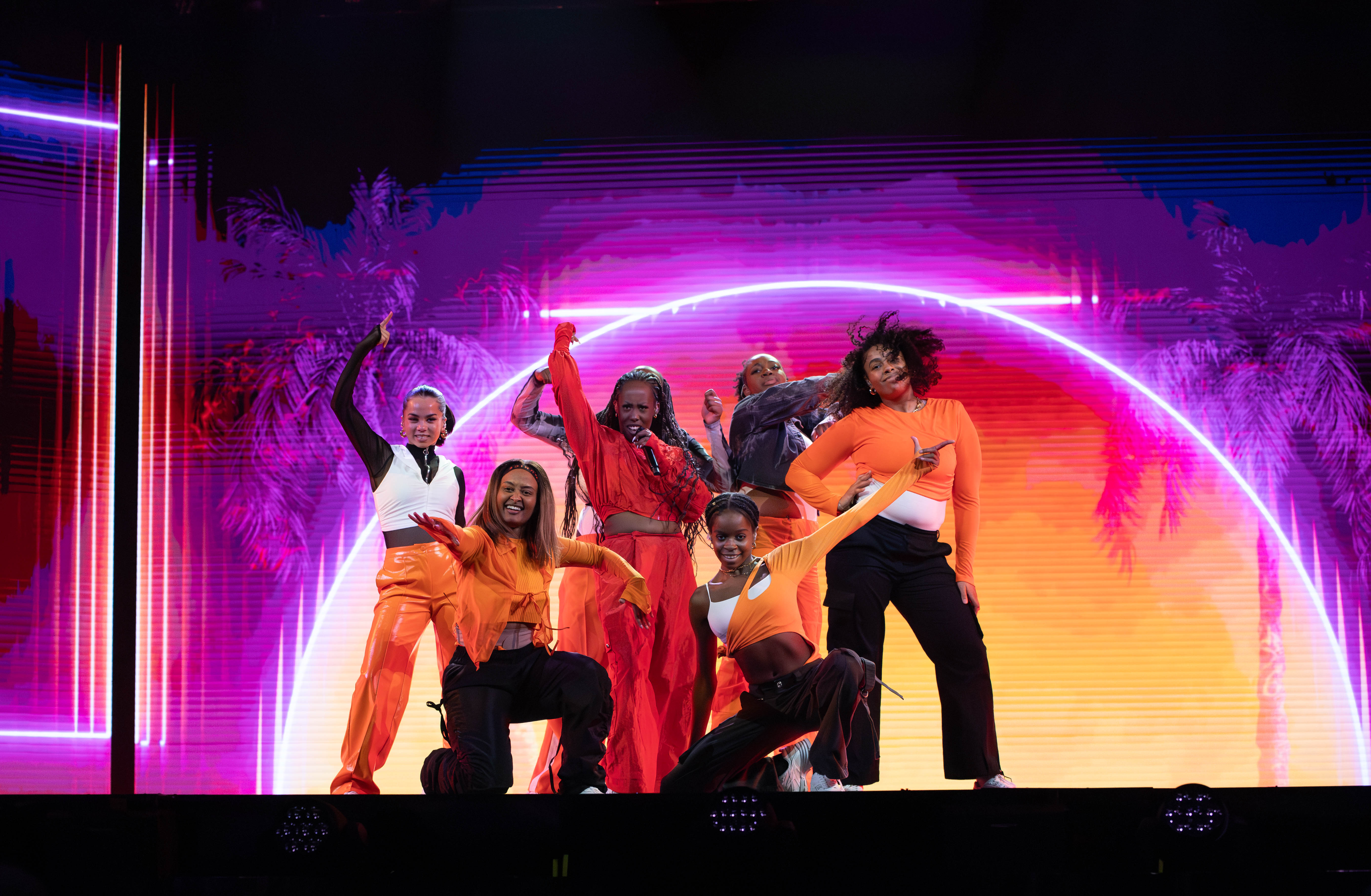
2. Chelsea Muco
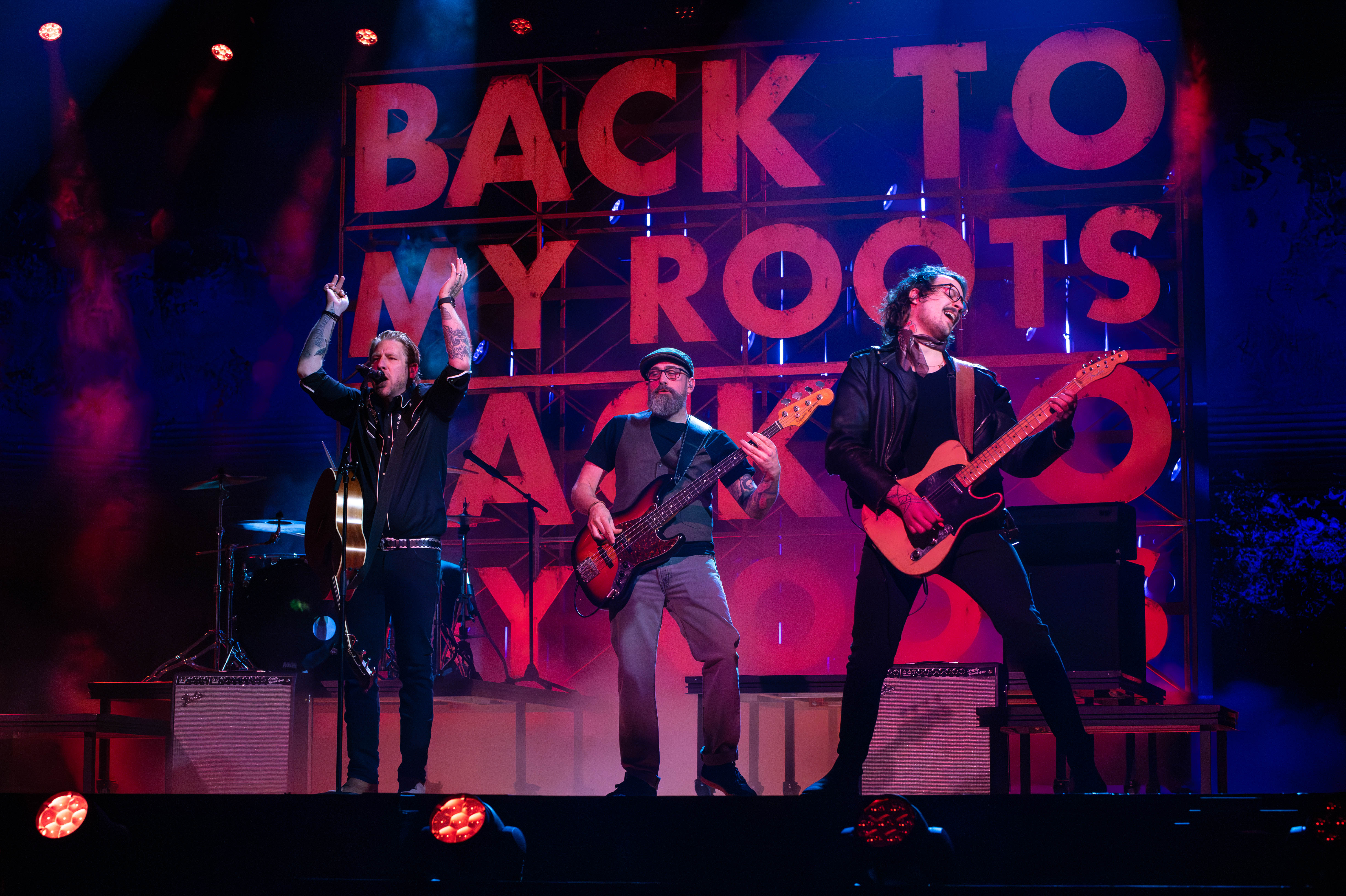
3. Jay Smith
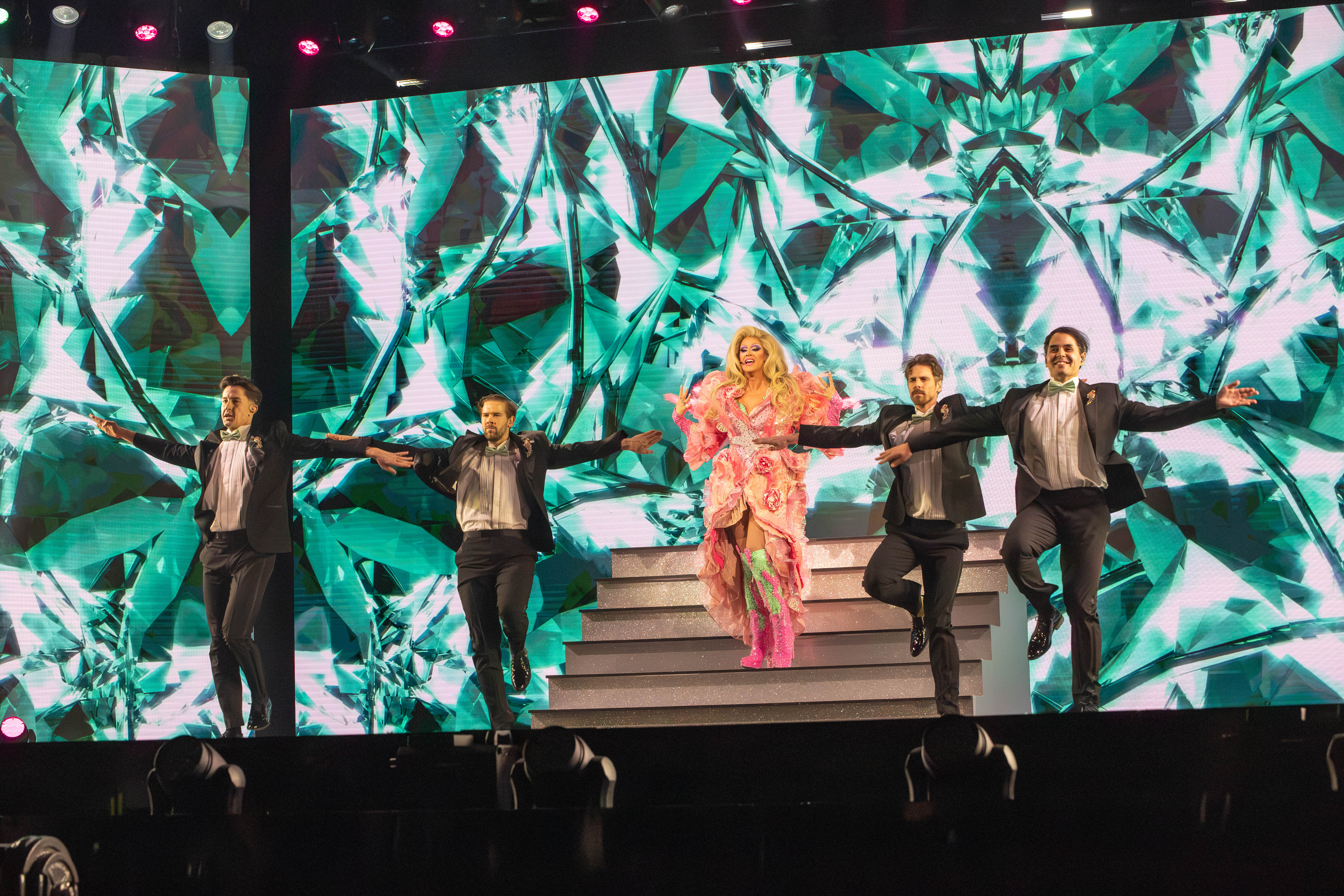
4. Elecktra
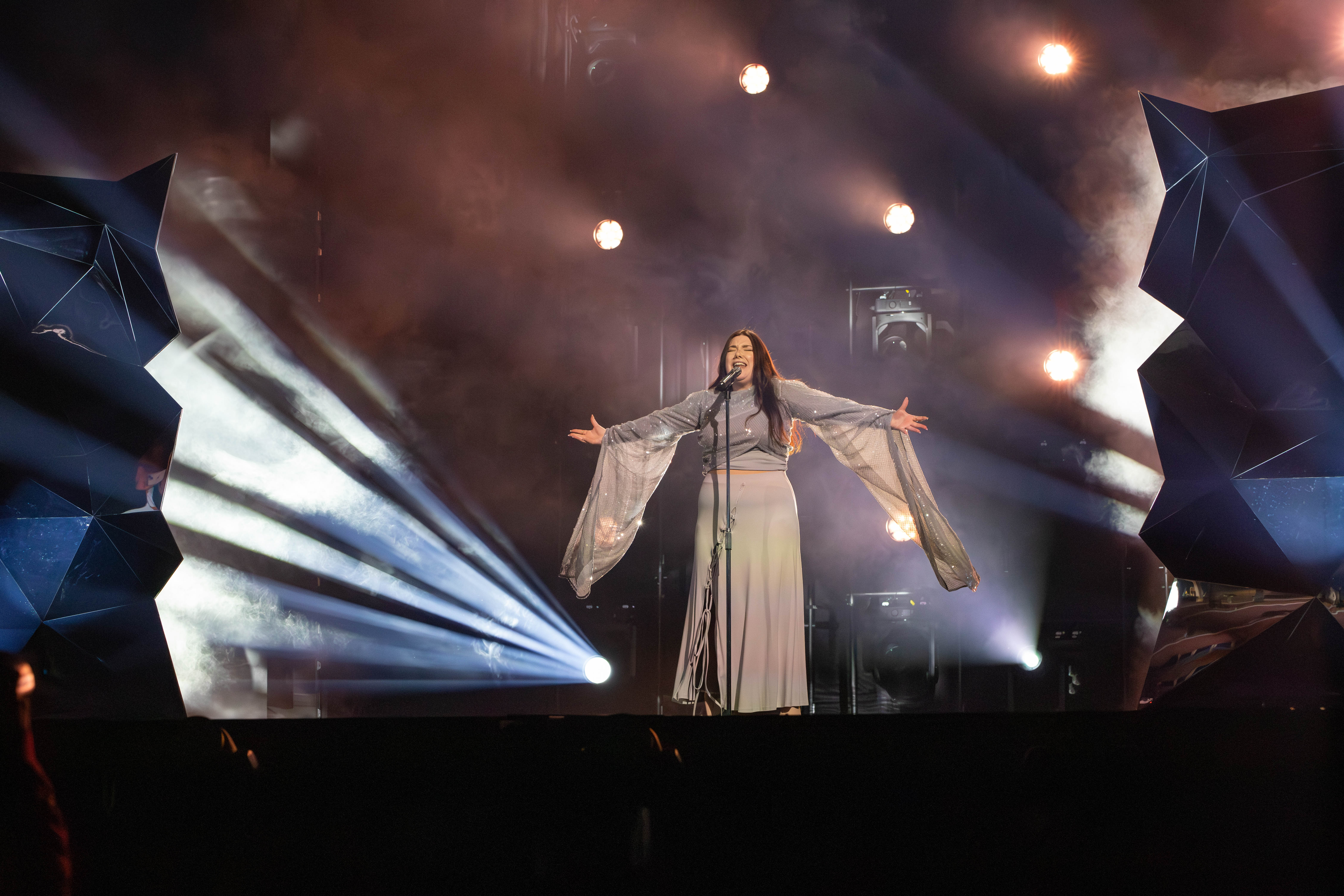
5. Annika Wickihalder
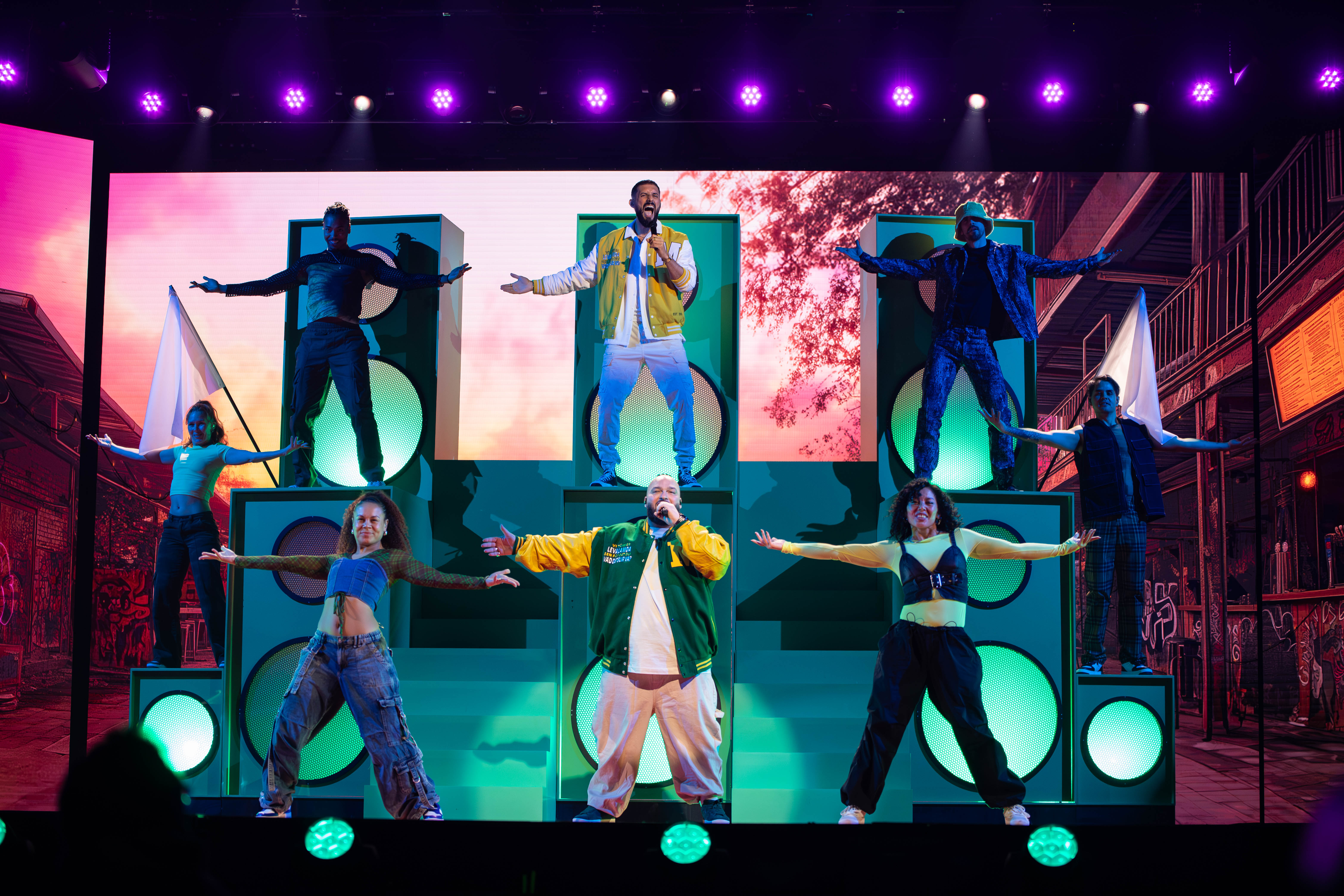
6. Medina

#### Resultat
| Nr | Bidrag             | Omgång 1  | Omgång 2                                                 | Omgång 2                                                 | Omgång 2                                                 | Omgång 2                                                 | Omgång 2                                                 | Omgång 2                                                 | Omgång 2                                                 | Omgång 2                                                 | Omgång 2                                                 | Omgång 2                                                 | Plac. | Anmärkning |
| Nr | Bidrag             | Röster    | Röster                                                   | 3-9                                                      | 10-15                                                    | 16-29                                                    | 30-44                                                    | 45-59                                                    | 60-74                                                    | 75+                                                      | Tel.                                                     | Poäng                                                    | Plac. | Anmärkning |
| -- | ------------------ | --------- | -------------------------------------------------------- | -------------------------------------------------------- | -------------------------------------------------------- | -------------------------------------------------------- | -------------------------------------------------------- | -------------------------------------------------------- | -------------------------------------------------------- | -------------------------------------------------------- | -------------------------------------------------------- | -------------------------------------------------------- | ----- | ---------- |
| 1  | "Unforgettable"    | 1 759 673 | Melodin vann omgång 1 och tävlade därmed inte i omgång 2 | Melodin vann omgång 1 och tävlade därmed inte i omgång 2 | Melodin vann omgång 1 och tävlade därmed inte i omgång 2 | Melodin vann omgång 1 och tävlade därmed inte i omgång 2 | Melodin vann omgång 1 och tävlade därmed inte i omgång 2 | Melodin vann omgång 1 och tävlade därmed inte i omgång 2 | Melodin vann omgång 1 och tävlade därmed inte i omgång 2 | Melodin vann omgång 1 och tävlade därmed inte i omgång 2 | Melodin vann omgång 1 och tävlade därmed inte i omgång 2 | Melodin vann omgång 1 och tävlade därmed inte i omgång 2 | 1     | Till final |
| 2  | "Controlla"        | 1 009 857 | 1 469 256                                                | 8                                                        | 8                                                        | 3                                                        | 5                                                        | 5                                                        | 5                                                        | 5                                                        | 3                                                        | 42                                                       | 5     | Utröstad   |
| 3  | "Back to My Roots" | 1 171 788 | 1 796 427                                                | 10                                                       | 5                                                        | 8                                                        | 10                                                       | 12                                                       | 10                                                       | 8                                                        | 10                                                       | 73                                                       | 4     | Kval       |
| 4  | "Banne maj"        | 803 892   | 1 203 398                                                | 3                                                        | 3                                                        | 5                                                        | 3                                                        | 3                                                        | 3                                                        | 3                                                        | 5                                                        | 28                                                       | 6     | Utröstad   |
| 5  | "Light"            | 1 144 413 | 1 810 080                                                | 5                                                        | 10                                                       | 10                                                       | 8                                                        | 10                                                       | 12                                                       | 12                                                       | 12                                                       | 79                                                       | 3     | Kval       |
| 6  | "Que Sera"         | 1 392 450 | 2 246 244                                                | 12                                                       | 12                                                       | 12                                                       | 12                                                       | 8                                                        | 8                                                        | 10                                                       | 8                                                        | 82                                                       | 2     | Till final |

#### Siffror
- Antal TV-tittare: 2 652 000[7]
- SVT Play-tittare: 408 813[7]
  - Varav antal röstande: 597 243
- Antal tittarröster: 10 285 078 röster
- Summa pengar insamlad till Radiohjälpen: 444 159 kronor

### Finalkval
Finalkvalet hölls som en förlängning av Deltävling 5. Inga bidrag framfördes live utan tittarna fick rösta utifrån korta förinspelade klipp.

#### Startfält
| Nr | Artist             | Bidrag                          | Text och Musik | Deltävl. |
| -- | ------------------ | ------------------------------- | --- | -------- |
| 1  | Elisa Lindström    | "Forever Yours"                 | Elisa Lindström, Erik Bernholm, Henric Axelsson, Henrik Sethsson, Thomas G:son                                             | 1        |
| 2  | Adam Woods         | "Supernatural"                  | Adam Woods, Calle Hellberg, Jonna Hall, William Segerdahl                                                                  | 1        |
| 3  | Dear Sara          | "The Silence After You"         | Benjamin Rosenbohm, Jonas Thander, Marcus Winther-John, Sara Nutti                                                         | 2        |
| 4  | Fröken Snusk       | "Unga & fria"                   | Fröken Snusk, Sara Ryan | 2        |
| 5  | Klaudy             | "För dig"                       | William Schenberg, Åke Olofsson                                                                                            | 3        |
| 6  | Gunilla Persson    | "I Won’t Shake (La La Gunilla)" | Fredrik Andersson | 3        |
| 7  | Albin Tingwall     | "Done Getting Over You"         | Jimmy Thörnfeldt, Joy Deb, Linnea Deb                                                                                      | 4        |
| 8  | Scarlet            | "Circus X"                      | Emil Behmer, Henric Pierroff, Ian-Paolo Lira, Jessica Rachel Chertock, Scarlet, Simon Boustedt, Staffan Amberlind, Thirsty | 4        |
| 9  | Annika Wickihalder | "Light"                         | Annika Wickihalder, Herman Gardarfve, Linnea Gawell, Patrik Jean                                                           | 5        |
| 10 | Jay Smith          | "Back to My Roots"              | Jay Smith, Jonas Jurström, Jonathan Keyes, Maria Jane Smith, Victor Thell                                                  | 5        |

#### Resultat
| Bidrag                          | Omgång 1 | Omgång 2 | Omgång 2 | Totalt | Plac. | Anmärkning |
| Bidrag                          | Poäng    | Röster   | Poäng    | Poäng  | Plac. | Anmärkning |
| ------------------------------- | -------- | -------- | -------- | ------ | ----- | ---------- |
| "Forever Yours"                 | 84       | 381 269  | 58       | 142    | 10    | Utröstad   |
| "Supernatural"                  | 106      | 545 665  | 83       | 189    | 6     | Utröstad   |
| "The Silence After You"         | 103      | 435 793  | 66       | 169    | 8     | Utröstad   |
| "Unga & fria"                   | 111      | 809 748  | 124      | 235    | 3     | Utröstad   |
| "För dig"                       | 86       | 508 044  | 78       | 164    | 9     | Utröstad   |
| "I Won’t Shake (La La Gunilla)" | 101      | 741 004  | 113      | 214    | 5     | Utröstad   |
| "Done Getting Over You"         | 96       | 581 259  | 89       | 185    | 7     | Utröstad   |
| "Circus X"                      | 100      | 796 229  | 122      | 222    | 4     | Utröstad   |
| "Light"                         | 107      | 906 864  | 138      | 245    | 1     | Till final |
| "Back To My Roots"              | 106      | 845 182  | 129      | 235    | 2     | Till final |

#### Siffror
- Antal TV-tittare:
  - Varav antal röstande: 518 179
- Antal tittarröster: 6 551 057 röster
- Summa pengar insamlad till Radiohjälpen: 517 392 kronor

### Final

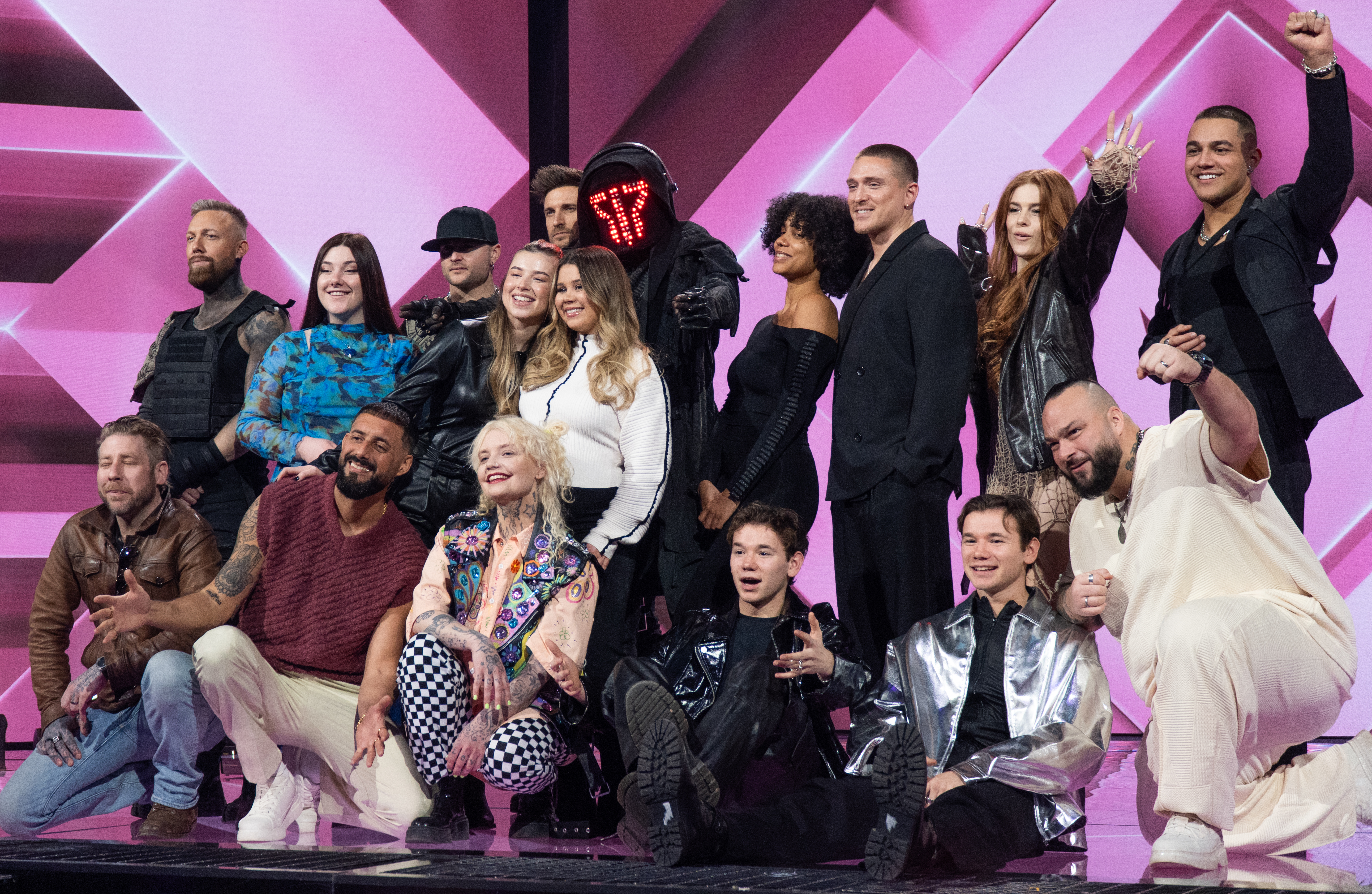
Deltagarna i finalen.

Finalen ägde rum den 9 mars 2024 i Friends Arena, Solna.

#### Startfält
| Nr | Artist             | Bidrag                               | Text och Musik | Deltävl. |
| -- | ------------------ | ------------------------------------ | --- | -------- |
| 1  | Maria Sur          | "When I'm Gone"                      | Anderz Wrethov, Jimmy Thörnfeldt, Julie Aagaard, Maria Sur                                                          | 2        |
| 2  | Jay Smith          | "Back to My Roots"                   | Jay Smith, Jonas Jurström, Jonathan Keyes, Maria Jane Smith, Victor Thell                                           | Kval (5) |
| 3  | Lisa Ajax          | "Awful Liar"                         | David Lindgren Zacharias, Sebastian Atas, Victor Crone, Victor Sjöström                                             | 1        |
| 4  | Smash Into Pieces  | "Heroes Are Calling"                 | Andreas Lindbergh, Benjamin Jennebo, Chris Adam Hedman Sörbye, Jimmy Thörnfeldt, Joy Deb, Linnea Deb, Per Bergquist | 1        |
| 5  | Cazzi Opeia        | "Give My Heart a Break"              | Ellen Berg, Jimmy Jansson, Moa Carlebecker, Thomas G:son                                                            | 3        |
| 6  | Annika Wickihalder | "Light"                              | Annika Wickihalder, Herman Gardarfve, Linnea Gawell, Patrik Jean                                                    | Kval (5) |
| 7  | Marcus & Martinus  | "Unforgettable"                      | Jimmy Thörnfeldt, Joy Deb, Linnea Deb, Marcus Gunnarsen, Martinus Gunnarsen                                         | 5        |
| 8  | Dotter             | "It's Not Easy to Write a Love Song" | Dino Medanhodzic, Johanna ”Dotter” Jansson                                                                          | 4        |
| 9  | Medina             | "Que Sera"                           | Ali Jammali, Anderz Wrethov, Jimmy Thörnfeldt, Sami Rekik                                                           | 5        |
| 10 | Liamoo             | "Dragon"                             | Anderz Wrethov, Jimmy Thörnfeldt, Julie Aagaard, Liam Pablito Cacatian Thomassen                                    | 2        |
| 11 | Jacqline           | "Effortless"                         | Dino Medanhodzic, Jacqline Mossberg Mounkassa, Jimmy Jansson, Moa Carlebecker, Thomas G:son                         | 3        |
| 12 | Danny Saucedo      | "Happy That You Found Me"            | John Martin, Kristoffer Fogelmark, Michel Zitron                                                                    | 4        |

#### Poäng och placeringar
| Nr | Bidrag                             | BEL | IRL | MAL | SER | AUS | ISL | TYS | CYP | Jury- poäng | Tittarröster | 3-9 | 10-15 | 16-29 | 30-44 | 45-59 | 60-74 | 75+ | Telefon | Andel tittarröster | Tittar- poäng | Totalt | Plac. |
| -- | ---------------------------------- | --- | --- | --- | --- | --- | --- | --- | --- | ----------- | ------------ | --- | ----- | ----- | ----- | ----- | ----- | --- | ------- | ------------------ | ------------- | ------ | ----- |
| 1  | When I'm Gone                      | 4   | 1   | 4   | 8   | 10  |     | 7   | 3   | 37          | 2 239 255    | 6   | 8     | 7     | 4     | 1     |       | 8   | 1       | 8,42%              | 35            | 72     | 7     |
| 2  | Back to My Roots                   | 5   | 8   |     | 4   |     | 1   | 1   | 1   | 20          | 1 997 809    | 3   |       | 6     | 5     | 3     | 4     |     | 5       | 7,51%              | 26            | 46     | 10    |
| 3  | Awful Liar                         | 2   |     |     | 6   | 3   | 4   | 3   | 8   | 26          | 1 754 949    | 4   | 5     | 2     |       |       |       |     |         | 6,60%              | 11            | 37     | 11    |
| 4  | Heroes Are Calling                 | 6   | 7   | 5   | 2   | 1   |     | 5   | 5   | 31          | 2 688 509    | 10  | 6     | 5     | 12    | 10    | 6     | 2   | 8       | 10,11%             | 59            | 90     | 3     |
| 5  | Give My Heart a Break              | 12  | 3   | 6   | 7   | 7   | 7   |     | 4   | 46          | 2 042 843    | 5   | 2     |       | 7     | 6     | 10    | 5   | 6       | 7,68%              | 41            | 87     | 4     |
| 6  | Light                              |     | 4   | 10  | 10  |     | 6   | 8   |     | 38          | 1 852 595    |     | 1     | 4     | 1     | 2     | 7     | 6   | 4       | 6,97%              | 25            | 63     | 8     |
| 7  | Unforgettable                      | 8   | 5   | 12  | 12  | 12  | 12  | 12  | 12  | 85          | 3 186 801    | 12  | 12    | 12    | 8     | 12    | 12    | 12  | 12      | 11,98%             | 92            | 177    | 1     |
| 8  | It's Not Easy to Write a Love Song | 3   | 2   | 2   |     | 8   | 3   | 6   | 2   | 26          | 1 633 089    | 2   | 4     |       |       |       | 1     | 1   |         | 6,14%              | 8             | 34     | 12    |
| 9  | Que Sera                           | 10  | 12  | 8   | 5   | 4   | 2   | 2   |     | 43          | 2 894 693    | 8   | 10    | 10    | 10    | 7     | 2     | 7   | 7       | 10,88%             | 61            | 104    | 2     |
| 10 | Dragon                             | 1   | 6   | 7   | 3   | 2   | 5   | 4   | 10  | 38          | 2 486 029    | 7   | 7     | 8     | 6     | 5     | 5     | 4   | 3       | 9,35%              | 45            | 83     | 5     |
| 11 | Effortless                         | 7   |     | 1   |     | 6   | 10  | 10  | 6   | 40          | 1 930 548    |     | 3     | 3     | 3     | 4     | 3     | 3   | 2       | 7,26%              | 21            | 61     | 9     |
| 12 | Happy That You Found Me            |     | 10  | 3   | 1   | 5   | 8   |     | 7   | 34          | 1 890 517    | 1   |       | 1     | 2     | 8     | 8     | 10  | 10      | 7,11%              | 40            | 74     | 6     |

#### Siffror
- Antal TV-tittare: 2 859 000[7]
- SVT Play-tittare: 560 627[7]
  - Varav antal röstande: 1 028 327
- Antal tittarröster: 26 597 637 röster
- Summa pengar insamlad till Radiohjälpen: 1 949 008 kronor

## Statistik
- Totalt antal TV-tittare: 16 789 000 (-1.3% jämfört med förra året)
- Totalt antal SVT Play-tittare: 2 550 167 (+34.9%  jämfört med förra året)
- Totalt antal tittare: 19 339 167 (+2.3% jämfört med förra året)

### Röstningsstatistik
- Totalt insamlat till Radiohjälpen: 4 295 652 kronor (+13.3% jämfört med förra året)[8]
- Totalt antal röster: 79 197 417 röster[8]
- Totalt antal röstande: 4 316 047 enheter (+2,3% jämfört med förra året)[7]
- Skillnad från 2023: +4 181 466 (+5.6%) röster